# Археологічні пам'ятки Рівненської області
Перелік пам’яток археології місцевого значення у Рівненській області, пропонованих для включення в Державний реєстр нерухомих пам’яток України.
| «№ п/п» | Найменування об'єкта культурної спадщини | Кількість внутрішніх комплексів | Місцезнаходження | Дата події, у зв'язку з якою об'єкт набув статусу пам'ятки (епоха)                                                                                      |
|         | Березнівський район |                                 | | |
| 1       | Курганна група | 2                               | село Балашівка, 2 км на південь від села, урочище «Козацька могила» | |
| 2       | Курганна група | 3                               | село Балашівка, 6,5 км на захід від села, урочище «Турецька могила» | |
| 3       | Городище Х-ХІІ ст. | 1                               | село Більчаки південно-західна окраїна села, правий берег р. Случ | Х — ХІ ст. |
| 4       | Селище | 1                               | село Бистричі, південно-західна окраїна | Х-ХІІІ ст. |
| 5       | Селище Х — ХІІІ ст. | 1                               | село Бистричі, урочище «Волоки» | Х-ХІІІ ст. |
| 6       | Поселення, волинський варіант дніпро-донецької культури | 1                               | село Вітковичі, 1,5 км на південь, правий берег р. Случ | 3 тис. до н. е. |
| 7       | Стоянка | 1                               | село Городище, північна окраїна села, 2 км на північ від смт. Березно | ІХ тис. до н. е. |
| 8       | Поселення доби бронзи | 1                               | село Городище, 2 км на південний схід від села, територія колишнього хут. Полимське | Доба бронзи |
| 9       | Курган | 1                               | село Городище, південно-західна окраїна села, сільське кладовище | |
| 10      | Курган | 1                               | село Городище між садибами № 111 та 112 | |
| 11      | Поселення стижовської культури | 1                               | село Карачун, біля садиби В. Савчука, південна окраїна села | стижовська культура |
| 12      | Поселення | 1                               | село Князівка південна окраїна села, правий берег р. Случ | ІІ — поч. І тис. до н. е., ХІІ-ХІІІ ст. |
| 13      | Стоянка ІХ тис. до н. е., поселення ІІ тис. до н. е., ХІІ-ХІІІ ст. н. е., свидерська культура, доба бронзи та давньоруський час                                | 1                               | село Князівка, південна окраїна села, біля ферми, урочище «Піщане» | ІХ тис. до н. е., ІІ тис. до н. е., ХІІ-ХІІІ ст. н. е., свидерська культура, доба бронзи та давньоруський час                                           |
| 14      | Поселення стижовської культури | 1                               | село Малинськ, північно-східна окраїна | ІІ тис. до н. е. |
| 15      | Поселення стжижовської культури та шнурової кераміки | 1                               | село Малинськ, 1 км на північ, біля ферми | |
| 16      | Городище | 1                               | село Маринин, центр села, урочище «Вал» | 2 пол. Х — поч. ХІ ст. |
| 17      | Курган | 1                               | село Маринин, 2 км на північний захід | Х-ХІ ст. |
| 18      | Поселення | 1                               | село Прислуч, лівий берег р. Случ, між селами Прислуч та Колодязне | XV-ХІІ ст. до н. е. |
| 19      | Поселення | 1                               | село Тишиця, півн. окраїна села, мис лівого берега р. Случ | VII- пер. пол. VI ст. до н. е., доба раннього заліза |
| 20      | Стоянка мезолітична | 1                               | село Тишиця, урочище «Лиса Гора» | Мезоліт |
| 21      | Стоянки, поселення | 2                               | село Хотин, 1 км по течії річки, мис правого берега | VII тис. до н. е., ІІ тис. до н. е., VIII-ХІ ст. н. е.                                                                                                  |
| 22      | Стоянка мезолітична, поселення доби бронзи | 2                               | село Хотин, 0,5 км вище за течією р. Случ, дюна на правому березі | VII тис. до н. е. , ІІ тис. до н. е. |
| 23      | Поселення | 1                               | село Хотин, 2 км на південний схід від села, тераса правого берега р. Случ, біля кар'єру                                                                                                   | ІІ тис. до н. е., доба бронзи, І тис. до н. е., ранній залізний час, давньоруське ХІ-ХІІІ ст., середньовічне ХІІІ-XIV ст.                               |
| 24      | Стоянка мезолітична, поселення доби бронзи | 1                               | село Поляни, західна окраїна, біля дороги на Кричильськ | ІІ тис. до н. е. |
| 25      | Городище | 1                               | село Голубне | ХІ — ХІІІ ст. |
| 26      | Кургани | 4                               | смт. Березно, урочище «Могила», правий берег р. Случ, 1 км на південний схід від моста через річку                                                                                         | Х — ХІІІ ст. |
| 27      | Городище | 1                               | село Губків | ХІ — ХІІ ст. |
| 28      | Культурний шар на території колишнього замку | 1                               | село Губків | Доба пізнього середньовіччя XV—XVІст |
|         | Володимирецький район |                                 | | |
| 30      | Городище | 1                               | смт. Володимирець, 1-1,5 км на захід, урочище «Рубань» | ХІІ-ХІІІ ст. |
| 31      | Курганний могильник милоградської групи | 16                              | смт. Володимирець, на північ від селища, на 4 км шляху Володимирець-Красносілля | VI- V ст. до н. е. |
| 32      | Городище | 1                               | село Бабка | ІХ-Х ст. |
| 33      | Могильник раннього залізного часу | 1                               | село Балаховичі, на південь від села, перша надзаплавна тераса р. Стир | І тис. до н. е. |
| 34      | Стоянки, поселення | 2                               | село Балаховичі, 1,5 км на південь від ферм, південна окраїна села, мис тераси правого берега р. Стир                                                                                      | ІХ-VII тис. до н. е., ІІ тис. до н. е. |
| 35      | Стоянка мезолітична | 1                               | село Балаховичі, 300 м на південь від ферми, південна окраїна села | VII тис. до н. е. |
| 36      | Поселення раннього залізного часу | 1                               | село Балаховичі, урочище «Гряда», 1 км на південний схід від ферм, тераса лівого берега р. Погоня                                                                                          | І тис. до н. е. |
| 37      | Стоянка, поселення | 2                               | село Балаховичі, тераса правого берега р. Случ | ІХ тис. до н. е., ІІ тис. до н. е. та початку І тис. н. е.                                                                                              |
| 38      | Стоянка мезолітична | 1                               | село Балаховичі, 1 км на північний схід від будинку школи | VII-IV тис. до н. е. |
| 39      | Стоянка | 1                               | село Городок, 0,5 км на південь від села, лівий берег долини р. Веселуха | ІХ-ХІІІ тис. років до н. е. |
| 40      | Могильник | 1                               | село Зелениця, північно-східна окраїна | І-ІІ тис. н. е. |
| 41      | Стоянка мезолітична | 1                               | село Красносілля, 1,5 км на північний захід, східне підвищення місцевого кладовища | VII тис. до н. е. |
| 42      | Стоянка фінальнопалеолітична | 1                               | село Красносілля, 1 км на північ від села, праворуч шляху на село Телковичі | ІХ тис. до н. е. |
| 43      | Стоянки | 1                               | село Мульчиці, 1 км на північний схід, урочище «Гряда» | ІХ та V тис. до н. е. |
| 44      | Стоянка, поселення | 2                               | село Мульчиці, східна частина г. Голуха | ІХ тис. до н. е., ІІ тис. до н. е. |
| 45      | Стоянка | 1                               | село Мульчиці, східний край гряди, яка тягнеться на схід від села | ІХ тис. до н. е. |
| 46      | Соянка мезолітична | 1                               | село Мульчиці, біля підніжжя східного краю гряди на схід від села | VII тис. до н. е. |
| 47      | Поселення зарубинецької культури | 1                               | село Мульчиці, північно-східна окраїна | ІІ тис. до н. е. — ІІ тис. н. е. |
| 48      | Селище | 1                               | село Озерці, західний берег озера Велике | ХІІ-ХІІІ ст. |
| 49      | Місце добування кремнію городоцько-здовбицької культури | 1                               | село Половлі, урочище «Камінь» | городоцько-здовбицька культура |
| 50      | Селище | 1                               | село Половлі, північна окраїна, урочище «Селище» | Х-ХІІІ ст. |
| 51      | Курганний могильник | 6                               | село Радижево, 2,5 км на схід від села | VII-V ст. |
| 52      | Селище давньоруське, городище | 1                               | село Городець, 0,5 км на північ від кладовища, правий берег р. Горинь | Х-ХІІІ ст., Х-ХІ ст. |
| 53      | Курганний могильник | 1                               | село Городець | ХІ-ХІІ ст. |
|         | Гощанський район |                                 | | |
| 54      | Поселення культур комарівської, празько-корчакського типу та давньоруське                                                                                      | 1                               | смт. Гоща, на території парку | ХІІ ХІІІ ст. |
| 55      | Поселення доби бронзи та давньоруське | 1                               | смт. Гоща, південно-західна окраїна, урочище «Перший Виноград» | доба бронзи та давньоруське |
| 56      | Поселення культури Гоща-Вербковиця | 1                               | смт. Гоща, біля городища | культура Гоща-Вербковиця |
| 57      | Поселення доби бронзи | 1                               | село Бабин, західна окраїна, мис правого берега струмка | доба бронзи |
| 58      | Городище та поселення | 2                               | с .Башине, західна окраїна | VI-IV ст. до н. е. |
| 59      | Курган | 1                               | село Вільгір, 2 км на схід, урочище «Під дубом» | ІІ пол. ІІІ тис. до н. е.- І пол. ІІ тис. до н.е |
| 60      | Городище | 1                               | село Вільгір, південно-східна окраїна | ХІ-ХІІІ ст. |
| 61      | Поселення городоцько-здовбицької, милоградської культур могилянської групи та давньоруське                                                                     | 1                               | село Воскодави, урочище «Загорбов» | VI ст. до н.е — ІІ ст. н.е |
| 62      | Городище | 1                               | село Глибочок, урочище «Вали» | Х-ХІІІ ст. |
| 63      | Поселення городоцько-здовбицької, милоградської культур та давньоруське                                                                                        | 1                               | село Горбаків, урочище «Над городищем» | ХІ-ХІІІ ст. |
| 64      | Селище | 1                               | село Горбаків, біля хутора Янівка | ХІ-ХІІІ ст. |
| 65      | Городище | 1                               | село Горбаків, урочище «Городище» | Х-ХІІІ ст. |
| 66      | Городище | 1                               | село Горбів, урочище «Замчище» | Х-ХІІІ ст. |
| 67      | Поселення культури празько-корчацького типу | 1                               | село Дроздів, урочище «Рузина круча» | культура празько-корчацького типу |
| 68      | Курган | 1                               | село Іллін, північна окраїна села, 500 м від ферми, 800 м на південь від шляху Київ-Брест                                                                                                  | ІІІ-ІІ тис. до н. е. |
| 69      | Поселення | 1                               | село Колесники, північно-західна окраїна села, тераса лівого берега р. Горинь, біля кладовища, урочище «Галопівка»                                                                         | І тис. до н. е., поч. ІІ тис. н. е. |
| 70      | Поселення | 1                               | село Колесники, урочище «Низький лан» | ІІ тис. до н. е.- ІІ тис. н. е., доба бронзи, черняхівська культура та XVII-XVIII ст.                                                                   |
| 71      | Поселення ранньозалізного часу | 1                               | село Колесники, урочище «Ляшковці-1» | |
| 72      | Поселення ранньозалізного часу | 1                               | село Колесники, урочище «Ляшковці-2» | |
| 73      | Селище | 1                               | село Малинівка, 500 м на схід від кладовища | ХІ ст. |
| 74      | Городище | 1                               | село Матіївка, 2,5 км на північ, урочище «Вал» | Х-ХІ ст. |
| 75      | Поселення городоцько-здовбицької культури | 1                               | село Мнишин, урочище «Поле за липами» | городоцько-здовбицької культура |
| 76      | Курган | 1                               | село Мичів, південно-східна окраїна | |
| 77      | Поселення тшинецько-комарівсьської, черняхівської культур, ранньослав'янське та давньоруське                                                                   | 1                               | село Олексіївка, південна окраїна | тшинецько-комарівсьська, черняхівська культури, ранньослав'янське та давньоруське                                                                       |
| 78      | Поселення культури шнурової кераміки, слов'янське | 1                               | село Підліски, південно-східна окраїна | VIII-ІХ та Х-ХІІІ ст. |
| 79      | Городище та селище, поселення стжижовської культури | 2                               | село Підліски, 5 км на захід, урочище «Замок» | ХІ-ХІІІ ст. |
| 80      | Селище давньоруське | 1                               | село Подоляни, 0,7 км на північний схід | ХІ-ХІІІ ст. |
| 81      | Поселення доби енеоліта та бронзи, черняхівської культури | 1                               | село Посягва, західна окраїна | ІХ-Х ст. |
| 82      | Поселення, енеолітичне, ранньослов'янське та давньоруське | 1                               | село Симонів, 2 км на північний захід, урочище «Агатівка», підвищення правого берега р. Горинь                                                                                             | IV тис. до н. е.-поч. ІІ тис. до н. е. |
| 83      | Курган | 1                               | село Симонів, підвищення в урочище «Агатівка» | ІІІ-ІІ тис. до н. е. |
| 84      | Курган | 1                               | село Симонів, 2 км на північний захід урочище «Агатівка» | ІІІ-ІІ тис. до н. е. |
| 85      | Поселення городоцько-здовбицької культури | 1                               | село Томахів | городоцько-здовбицької культура |
| 86      | Городище | 1                               | село Томахів, південно-західна окраїна | Х-ХІІІ ст. |
| 87      | Городище | 1                               | село Томахів, 0,5 км на північний схід | ХІІ-ХІІІ ст. |
| 88      | Курган | 1                               | село Федорівка, північно-західна окраїна на старому кладовищі | |
| 89      | Поселення культури шнурової кераміки, скіфського часу, давньоруське                                                                                            | 1                               | село Чудниця, 0,6 км на південь | VI-IV ст. до н. е., ХІ-ХІІІ ст. |
| 90      | Селище, давньоруське городище | 1                               | село Бугрин | ХІ-ХІІІ ст. |
| 91      | Культурний шар на території Михайлівської церкви | 1                               | місто Гоща, парк ім. Шевченка | Доба пізнього середньовіччя XVІІст. |
| 92      | Культурний шар на території Успенської церкви | 1                               | село Дорогобуж | Доба середньовіччя XIV ст. |
| 93      | Культурний шар на території Михайлівського костелу | 1                               | смт. Тучин | Доба пізнього середньовіччя XVIII ст. |
|         | Демидівський район |                                 | | |
| 94      | Поселення, лінійно стрічкова кереміка тшинецько-комарівська, черняхівська, давньоруська                                                                        | 1                               | село Більче, 2 км на північний схід від села, перша надзаплавна тераса лівого берега р. Стир, урочище «Підкрасне»                                                                          | Кін ІІІ — поч. IV тис. до н. е., ІІ-ІІІ ст, ХІ-ХІІІ ст.                                                                                                 |
| 95      | Поселення східнотшинецької культури | 1                               | село Більче, 0,3 км на схід від села, заплава р. Стир | XV — ХІІ ст. до н. е. |
| 96      | Поселення | 1                               | село Більче, 0,5 км на північ від села, плата першої надзаплавної тераси лівого берега р. Стир                                                                                             | XV — ХІІ ст. до н. е., ІІ-IV ст. |
| 97      | Городище та селище окраїна | 2                               | село Більче, південна | Х-ХІІІ ст. |
| 98      | Поселення тшинецько-комарівської та черняхівської культури | 2                               | село Вербень, південно-західна окраїна | тшинецько-комарівська та черняхівська культури |
| 99      | Поселення доби енеоліта та бронзи | 1                               | доба енеоліта та бронзи | |
| 100     | Поселення давньоруське | 1                               | село Вербень, біля колишньої панської садиби | |
| 101     | Поселення мезолітична та тшинецько-комарівської культури | 1                               | село Вовковиї, 1 км на схід від села, мис першої надзаплавної тераси правого берега р. Лишнівка                                                                                            | ІХ — VI тис. до н. е. XV-ХІІ ст. до н. е. |
| 102     | Поселення стжижовської кульутри | 1                               | село Вовковиї, північна окраїна | ІІ — поч. І тис. до н. е. |
| 103     | Поселення черняхівське та давуньоруське | 1                               | смт. Демидівка, в напрямку село Рогозне | черняхівське та давуньоруське |
| 104     | Городище та селище | 2                               | смт. Демидівка, урочище «Замчисько» | ХІІ-XIV ст. |
| 105     | Поселення тшинецько-комарівської культури та давньоруське | 1                               | село Княгинине, північно-східна окраїна села, біля школи, схил першої надзаплавної тераси правого берега р. Лишнівки                                                                       | тшинецько-комарівська культури та давньоруське |
| 106     | Поселення доби бронзи, скіфського часу та давньоруське | 1                               | село Княгинине, 300 м на південний захід від школи | ХІ — ХІІ ст. |
| 107     | Курганна група | 2                               | село Лисин, 2 км на північний схід | |
| 108     | Поселення енеоліта — бронзи та давньоруське | 1                               | село Лишня, 800 м на схід | енеоліта — бронзи та давньоруське |
| 109     | Поселення енеолітичне та доби бронзи | 1                               | село Лопавше, південно-східна окраїна | ІІІ-ІІ тис. до н. е. |
| 110     | Поселення стжижовської кульутри та давньоруське | 1                               | село Лопавше, північно-західна окраїна | стжижовської кульутра та давньоруське |
| 111     | Селище | 1                               | село Лопавше, 600 м на південь | ХІ-ХІІІ ст. |
| 112     | Поселення комарівської культури та давньоруське | 1                               | село Лопавше, в селі, на березі р. Стир, на південь від церкви | ХІ-ХІІІ ст. |
| 113     | Поселення стжижовської та комарівської культури | 1                               | село Лопавше, урочище «Дубовик», 1 км на південний захід, заплава лівого берега р. Стир | Стжижовська та комарівська культури |
| 114     | Полселення, тшинецько-комарівська культура, лежницька група ранньозалізного часу та давньоруське                                                               | 1                               | село Малеве, північна окраїна села, кінець миса першої надзаплавної тераси лівого берега р. Стир                                                                                           | XV-ХІІ ст до н. е., VII-V ст. до н. е. , ХІ-ХІІІ ст. |
| 115     | Курганний могильник | 1                               | село Набережне, границя із землями село Боремель | Х-ХІІ ст. |
| 116     | Поселення комарівської культури | 1                               | село Охматків, при впаданні р. Вишневки у р. Стир | комарівська культура |
| 117     | Поселення | 1                               | село Перекалі, північна окраїна села, біля ферми | ХІ-ХІІІ ст. |
| 118     | Селище | 1                               | село Перекалі, південно-східна окраїна, урочище «Глиняники», мис першої надзаплавної тераси правого берега р. Лишнивки                                                                     | ХІ-ХІІІ ст. |
| 119     | Поселення доби бронзи та давньоруське | 1                               | село Перекалі, 1 км на північний захід, урочище «Городище» | доба бронзи та давньоруське |
| 120     | Поселення, городоцько-здовбицька культура, могилянська група раннього залізного часу та черняхівська культура                                                  | 1                               | село Товпижин, 1,5 км на північний схід від села, мис першої надзаплавної тераси правого берега р. Стир                                                                                    | Ост. чверть ІІІ — перша чверть ІІ тис. до н. е. , VII-V ст. до н. е., ІІ-IV ст.                                                                         |
| 121     | Селище | 1                               | село Товпижин, центральна частина колишнього хут. Грабовець, друга надзаплавна тераса правого берега р. Стир                                                                               | Х-ХІ ст. |
| 123     | Могильник культури кулястих амфор | 1                               | село Товпижин, 1 км на схід від села, в напрямку село Хрінники | ІІІ тис. до н. е. |
| 124     | Поселення, лендельська культура кулястих амфор, стжижовська, лежницька група раннього залізного часу та давньоруський час                                      | 1                               | село Хрінники, північна окраїна села, мис першої надзаплавної тераси правого берега р. Стир                                                                                                | ІІІ тис. до н. е., сер. та друга пол. ІІІ тис. до н. е., друга чверть ІІ тис. до н. е., VII-V ст. до н. е., ХІ-ХІІІ ст.                                 |
| 125     | Поселення давньоруське | 1                               | село Хрінники, територія колишнього піонерського табору | |
|         | Дубровицький район |                                 | | |
| 126     | Городище | 2                               | місто Дубровиця, центр, вул. Набережна | ХІ-ХІІІ ст. |
| 127     | Поселення доби бронзи | 1                               | місто Дубровиця, 500 м на схід від бавовно-прядильного комбінату | ІІІ-ІІ тис. до н. е. |
| 128     | Поселення доби бронзи | 1                               | село Бережниця, північно-східна окраїна, урочище «Рибачкове Поле» | ІІІ-ІІ тис. до н. е. |
| 129     | Поселення багатошарове | 1                               | село Велюнь, міжріччя р. Горинь та р. Стир | ІХ-VI тис. до н. е., XV-ХІІ ст. до н. е., VI-ІІІ тис. до н. е., ХІ-ХІІ ст.                                                                              |
| 130     | Поселення | 1                               | село Висоцьк, хут. Чорновирки, урочище «Осувли» | VI-IV тис. до н. е., І тис. до н. е., ХІ ст. |
| 131     | Городище та селище | 2                               | село Висоцьк, центр | ХІІ-ХІІІ ст. |
| 132     | Селище | 1                               | село Городище, урочище «Дворець» | VIII-Х ст. |
| 133     | Поселення доби бронзи | 1                               | село Залужжя, 1,5 км на північний захід | ІІ тис. до н. е. |
| 134     | Поселення ранньослов'янське, городище давньоруське | 1                               | село Залужжя, 1 км на захід від центра села, заплава правого берега р. Случ | VIII-ІХ ст. н. е., Х-ХІІІ ст. |
| 135     | Стоянка фінальнопалеолітична | 1                               | село Заслуччя, 300 м на північний захід, заплава правого берега р. Случ | ІХ тис. до н. е. |
| 136     | Поселення багатошарове | 1                               | село Заслуччя, 2 км на південь від села, урочище «Ситичек», правий берег р. Случ | |
| 137     | Стоянка, поселення та могильник | 2                               | село Рудня, заплава лівого берега р. Горинь | ІХ-VI тис. до н. е., V-ІІ тис. до н. е., ІХ-Х ст., ІІ тис. до н. е.                                                                                     |
| 138     | Стоянка мезолітична, поселення доби бронзи | 1                               | село Рудня, урочище «Млин» | VII тис. до н. е., ІІ тис. до н. е. |
| 139     | Стоянка фінальнопалеолітична, поселення доби бронзи | 1                               | село Рудня, урочище «Млин», біля кар'єру | ІХ тис. до н. е., ІІ тис. до н. е. |
| 140     | Стоянка фінального палеоліту та мезоліту | 1                               | село Рудня, урочище «Млин» | ІХ тис. до н. е., VII тис. до н. е. |
| 141     | Стоянка фінальнопалеолітична, мезолітична, поселення доби бронзи, ранньослов'янське                                                                            | 1                               | село Рудня, урочище «Млин», північно-східна частина піщаного миса, 800 м на схід від села                                                                                                  | ІХ тис. до н. е., VII тис. до н. е., ІІ тис. до н. е., поч. І тис. н. е.                                                                                |
| 142     | Поселення ранньослов'янське | 1                               | село Удрицьк, 1 км на південний захід від хут. Хилин, 6 км на південь від села | І тис. н. е. |
| 143     | Стоянка пізньмезолітична | 1                               | село Лугове, 2,5 км на північний схід від села, середня із трьох дюн | Пізній палеоліт |
| 144     | Неолітична стоянка | 1                               | село Селець, 300 м від села, край надзаплавної тераси р. Горинь | неоліт |
| 145     | «Культурний шар на території Костелу Іоана Хрестителя» | 1                               | місто Дубровиця, вул. Воробинська | Доба пізнього середньовіччя XVII- XVIII ст. |
|         | Дубенський район |                                 | | |
| 146     | Городище літописного м. Дубен | 1                               | місто Дубно, біля замку | ХІ– ІІІ ст., XIV-XVIII ст. |
| 147     | Поселення ранньозалізного часу | 1                               | місто Дубно, урочище «Чесний хрест» | ранньозалізний час |
| 148     | Пізньопалеолітична стоянка | 1                               | місто Дубно, біля колишнього село Волиця | Пізній палеоліт |
| 149     | Поселення доби бронзи | 1                               | місто Дубно, територія колишнього село Волиця | ІІ тис. до н. е. |
| 150     | Поселення стжижовської та комарівської культури | 1                               | місто Дубно, біля колишнього село Волиця | стжижовська та комарівська культури |
| 151     | Поселення | 1                               | село Білобережжя, правий берег р. Стубли, 200—300 м на північ від церкви | Друга пол. ІІІ-перша пол. ІІ тис. до н. е., VII-V ст. до н. е., VIII-ХІІІ ст.                                                                           |
| 152     | Стоянка пізньопалеолітична | 1                               | село Бондарі, урочище «Костилева гора» | Пізній палеоліт |
| 153     | Поселення | 1                               | село Боцянівка, західна околиця села | XV-ХІІ ст. до н. е., VI-ІІІ ст. до н. е., ІІ-IV ст., ХІ-ХІІІ ст.                                                                                        |
| 154     | Поселення | 1                               | село Боцянівка, 1 км на схід від села, перша надзаплавна тераса правого берега р. Козинки                                                                                                  | ІХ-VI тис. до н. е., XV-ХІІ ст. до н. е., ХІ-ХІІІ ст.                                                                                                   |
| 155     | Селище | 1                               | село Боцянівка, 0,5 км на північний схід, лівий берег струмка | ХІ-ХІІІ ст. |
| 156     | Поселення | 1                               | село Боцянівка, 1,2 км на північний схід, лівий берег струмка | ІІІ-ІІ тис. до н. е., ХІ-ХІІІ ст. |
| 157     | Поселення культури шнурової кераміки, східно-тшинецької культури, ранньозалізного часу                                                                         | 1                               | село Буща, 4,3 км на північ від села, край першої надзаплавної тераси лівого берега р. Тартацької, урочище «Тартак»                                                                        | ІХ-VI тис. до н. е., ХІ-ХІІІ ст. |
| 158     | Поселення, городоцько-здовбицька культура, культура шнурової кераміки                                                                                          | 1                               | село Варковичі, південна окраїна села, схил гирла правого берега р. Козинки | Остання чверть ІІІ-перша чверть ІІ тис. до н. е. |
| 159     | Поселення | 1                               | село Варковичі, південно-східна окраїна села, урочище «Водомия», мис першої надзаплавної тераси правого берега р. Стубли                                                                   | Остання чверть ІІІ-перша чверть ІІ тис. до н. е. |
| 160     | Поселення | 1                               | село Варковичі, 3 км на південь від села, схил правого берега р. Стубли | XV-ХІІ ст. до н. е., ІІ-IV ст. |
| 161     | Поселення Варковичі-3 | 1                               | село Варковичі, на північ від села, 200 м на північ від шляху Рівне-Дубно, правий берег р. Стубли                                                                                          | Кін. ІІІ-перша пол. ІІ тис. до н. е. |
| 162     | Поселення комарівської культури, ранньозалізного часу та давньоруське                                                                                          | 1                               | село Верба, урочище «Острів» | комарівська культура, ранньозалізний час та давньоруське                                                                                                |
| 163     | Поселення доби бронзи | 1                               | місто Дубно, 300 м на південь від колишнього села Волиця, правий берег р. Іква | доба бронзи |
| 164     | Стоянка пізньопалеолітична | 1                               | місто Дубно, територія колишнього села Волиця, дюна уздовж долини ріки | Пізній палеоліт |
| 165     | Поселення пізньопалеолітичне та доби бронзи | 1                               | місто Дубно, територія колишнього село Волиця, південна околиця, північний схил миса | Пізній палеоліт та доба бронзи |
| 166     | Стоянка пізньопалеолітична | 1                               | місто Дубно, біля колишнього село Волиця, на північ, 2 миса | Пізній палеоліт |
| 167     | Поселення доби бронзи та давньоруське | 1                               | місто Дубно, 200 м на південний захід від колишнього село Волиця, біля мосту через р. Іква                                                                                                 | доба бронзи та давньоруське |
| 168     | Стоянка | 1                               | село Грядки, східна частина кар'єру, на південь від села, гора Висока | ХХІІІ-XVII тис. років до н. е. |
| 169     | Поселення східнотшинецької культури | 1                               | село Дитиничі, 2 км на схід від села, заплава лівого берега р. Тартацька | XV-ХІІ ст. до н. е. |
| 170     | Городище, поселення ранньозалізного часу | 1                               | село Дитиничі, 1 км на захід | ХІ-ХІІІ ст. |
| 171     | Поселення | 1                               | село Дядьковичі, 0,3 км на південний схід від села, мис першої надзаплавної тераси лівого берега р. Стубли                                                                                 | Остання чверть ІІІ-перша чверть ІІ тис. до н. е., XV-ХІІ ст. до н. е.                                                                                   |
| 172     | Поселення, стжижовська та тшинецько-комарівська культура | 1                               | село Дядьковичі, 1,5 км на південний схід, урочище «Панське», два миса першої надзаплавної тераси лівого берега р. Стубли                                                                  | Друга чверть ІІ тис. до н. е., XV-ХІІ ст. до н. е. |
| 173     | Поселення, могилянська група ранньозалізного часу, давньоруський час                                                                                           | 2                               | село Жорнів, лівий берег р. Стубли, 1,3 км на південь, біля хут. Суботівка, урочище «Кедовщина»                                                                                            | І тис. до н. е., VII-V ст. до н. е., VIII -ХІІІ ст. н. е.                                                                                               |
| 174     | Поселення | 1                               | село Жорнів, 200 м на північний схід від першого підвищення лівого берега р. Стубли, урочище «Кедовщина»                                                                                   | І титис. до н. е., VII-V ст. до н. е., VIII-ХІІІ ст. н. е.                                                                                              |
| 175     | Поселення, могилянська група скіфського та давньоруського часів                                                                                                | 1                               | село Жорнів, 0,8 км на північ від села, друга надзаплавна тераса правого берега р. Стубли, уздовж шляху Варковичі-Жорнів                                                                   | VII- V ст. до н. е., ХІ-ХІІІ ст. |
| 176     | Палеолітичне місцезнаходження | 1                               | село Жорнів, південна околиця села, на території | палеоліт |
|         | фінальне мустьє, палеоліт |                                 | давньоруського городища, урочище «Замок», кар'єр | |
| 177     | Поселення | 1                               | село Жорнів, урочище «Заобувець», схил правого берега р. Стубли, 0,3 км на південь від села, між щляхом до села та заплавою                                                                | Кінець V-поч. IV тис. до н. е., остання чверть І — перша чверть ІІ тис. до н. е., VI-ІІІ ст. до н. е., ХІ-ХІІІ ст.                                      |
| 178     | Гордище | 1                               | село Жорнів | ХІ-ХІІІ ст. |
| 179     | Поселення, майстерня по обробці кремнію | 1                               | село Заруддя, правий берег р. Стубли, північний схід від села, 350 м від моста через ріку                                                                                                  | ІІ-поч. І тис. до н. е., ХІ ст. до н. е., І ст. н. е.; ІІ-поч. Ітис. до н. е.                                                                           |
| 180     | Поселення | 1                               | село Заруддя, північно-східна окраїна, перша надзаплавна тераса лівого берега | XV- VII ст. до н. е., ІІ-IV ст. |
| 181     | Поселення городоцько-здовбицької культури та давньруське | 1                               | село Заруддя, урочище «Куток» | городоцько-здовбицька культура та давньруське |
| 182     | Курганна група | 1                               | село Іваниничі, на північ | |
| 183     | Городище, курганна група | 2                               | село Іваниничі, урочище «Батарея» | Х-ХІ ст. |
| 184     | Селище | 2                               | село Іванне, урочище «Коло греблі» | Х-ХІІІ ст. |
| 185     | Поселення | 1                               | село Княгинино, східна частина замчища | VIII-ХІІІ ст н. е. |
| 186     | Стоянка | 1                               | село Княгинино, урочище «Замчище» північно-західна частина урочища | XXXV-Х тис. років тому |
| 187     | Поселення | 1                               | село Княгинино, урочище «Під лугом», південний схил правого берега р. Стубли | Друга пол. ІІІ-перша пол. ІІ тис. до н. е., І ст. н. е., VIII-ХІІІ ст. н. е.                                                                            |
| 188     | Поселення, мезолітичне, тшинецько-комарівської та черняхівської культур                                                                                        | 1                               | село Княгинино, південна окраїна села, біля церкви, схил першої надзаплавної тераси правого берега р. Стубли                                                                               | «ІХ- VI тис. до н. е., XV-ХІІ ст. до н. е., ІІ-IV ст.»                                                                                                  |
| 189     | Поселення | 1                               | село Княгинино, південно-західна околиця села, мис першої надзаплавної тераси правого берега р. Стубли, біля шляху Княгинино-Острів                                                        | Остання чверть ІІІ-перша чверть ІІ тис. до н. е. |
| 190     | Поселення | 1                               | село Княгинино, західна околиця села, урочище «Під лугом», схил правого берега р. Стубли                                                                                                   | Остання чверть ІІІ-перша чверть ІІ тис до н. е., ІІ-IV ст., ХІ-ХІІІ ст.                                                                                 |
| 191     | Поселення | 1                               | село Княгинино, 0,5 км на схід від села, мис першої | ІХ- VI тис. до н. е., друга пол. ІІІ |
|         | |                                 | надзаплавної тераси правого берега р. Стубли | тис. до н. е., XV-ХІІ ст. до н. е. |
| 192     | Поселення | 1                               | село Княгинино, 1,5 км на схід від села, мис першої надзаплавної тераси правого берега р. Стубли                                                                                           | «ІІІ-поч. ІІ тис. до н. е., XV-ХІІ ст. до н. е., ХІ-ХІІІ ст.»                                                                                           |
| 193     | Поселення, майстерня по обробці кремнію на схід | 2                               | село Княгинино, мис правого берега р. Стубли, 500 м | Друга пол. ІІІ тис. до н. е., кінець ІІ-поч. І тис. до н. е., VIII-ХІІІ ст. н. е.; 30-10 тис. років, ІІ тис. до н. е.                                   |
| 194     | Поселення, стоянка-майстерня по обробці кремнію | 2                               | село Княгинино, лівий берег р. Стубли, 1-1,5 км від шляху Княгинино-Острів | Друга пол. ІІІ-перша пол. ІІ тис. до н. е.; 30-10 тис. років                                                                                            |
| 195     | Поселення доби бронзи | 1                               | село Костянець, 1 км на південний схід від села | ІІІ-ІІ тис. до н. е. |
| 196     | Стоянки-майстерні по обробці кремнію | 1                               | село Княгинино, мис лівого берега р. Стубли | 30-10 тис. років |
| 197     | Курган | 1                               | село Костянець, 1 км на південний схід від села | |
| 198     | Поселення | 1                               | село Крстянець, урочище «Горби», 500—600 м на схід від села та 250 м на захід від сільського кладовища, підвищення в заплаві безіменного стумка                                            | ІІІ-ІІ тис. до н. е., VII- V ст. до н. е. |
| 199     | Поселення могилянської групи ранньозалізного часу | 1                               | село Костянець, 100—150 м від поселення Горби — 1 км на захід, схил лівого берега безіменного струмка, урочище «Горби»                                                                     | могилянська група ранньозалізного часу |
| 200     | Поселення | 1                               | село Костянець, урочище «Коло цвинтаря», біля кладовища, західний схил миса лівого берега безіменного струмка                                                                              | VIII-ХІІІ ст. |
| 201     | Поселення, лендельська, пізньотрипільська, тшинецько-комарівська культури                                                                                      | 1                               | село Костянець, 1 км на південний схід від села, схил миса, що заходить в заплаву правого берега безіменного струмка                                                                       | ІІІ тис. до н. е.-друга пол. ІІІ тис. до н. е., XV-ХІІ ст. до н. е., VI- VII ст.                                                                        |
| 202     | Поселення, культура Вербковице-Костяне пізнього трипілля, комарівська культура доби бронзи, ранньослов'янський час                                             | 1                               | село Костянець, урочище «Лиственщина», 1 км на південний схід від села, північно-західний схил правого берега безіменного струмка                                                          | Друга пол. ІІІ тис. до н. е., ІІ-поч. І тис. до н. е., VI- VII село н. е.                                                                               |
| 203     | Поселення | 1                               | село Костянець, урочище «Острови» чи «Глинсько» | Остання чверть ІІІ-перша чверть ІІ тис. до н. е. |
| 204     | Поселення, черняхівська культура ранньозалізного часу | 1                               | село Костянець, урочище «Монастирське», 500—700 м на південний схід від села, біля мосту через безіменний струмок, схили правого та лівого берегів                                         | І ст. н. е. |
| 205     | Поселення | 1                               | село Крилів, лівий берег р. Стубли, 200—300 м на південний захід від автомобільного мосту через ріку урочище «Городи»                                                                      | Друга пол. ІІІ-перша пол. ІІ тис. до н. е., VII- V ст. до н. е., VIII-ХІІІ ст. н. е.                                                                    |
| 206     | Поселення | 1                               | село Крилів, на північ від села, на території колишнього хут. Радовщина урочище «Поля» | Остання чверть ІІІ-перша чверть ІІ тис. до н. е. |
| 207     | Поселення | 1                               | село Крилів, східна околиця села, урочище «Городи», лівий берег р. Стубли, біля мосту шлях Львів-Київ                                                                                      | Остання чверть ІІІ-перша чверть ІІ тис. до н. е., ХІІ- V ст. до н. е., IV-ІІ ст. до н. е., ХІ-ХІІІ ст.                                                  |
| 208     | Поселення | 1                               | село Крилів, 1,5 км на північний захід від мосту через р. Стубли, по шляху Рівне-Дубно, мис лівого берега ріки, урочище «Горб Коцюбинського»                                               | VIII-ХІІІ ст. н. е. |
| 209     | Стоянка Липа-І | 1                               | село Липа, 1 км на південний схід від села, урочище «Мокренщина» | 36-25 тис. років до н. е. |
| 210     | Поселення | 1                               | село Липа, на південний захід від південної околиці села, правий схил урочище «Долина» | ІІ-початок І тис. до н. е. |
| 211     | Поселення | 1                               | село Липа, урочище «Нивки» | XV-ХІІ ст. до н. е. |
| 212     | Поселення | 1                               | село Липа, урочище «Долини» | XV-ХІІ ст. до н. е. |
| 213     | Селище | 1                               | село Липа, урочище «Забережжя» | Х-ХІІІ ст. |
| 214     | Селище | 1                               | село Липа, урочище «Церковне» або «Д'якове» | Х-ХІІІ ст. |
| 215     | Селище | 1                               | село Липа, урочище «Глинисько» | Х-ХІІІ ст. |
| 216     | Курган | 1                               | село Липа, східна околиця | |
| 217     | Селище |                                 | село Липа, південний берег струмка | Х-ХІІІ ст. |
| 218     | Городище | 1                               | село Листвин | ХІ-ХІІ ст. |
| 219     | Поселення | 1                               | село Листвин, південна околиця села, урочище «Гострий Горб», північний мис Збитенського плато                                                                                              | ІІІ тис. до н. е.-друга пол. ІІІ тис. до н. е. |
| 220     | Поселення | 1                               | село Листвин, західна окраїна села урочище «Протереб» | ІІІ тис. до н. е. |
| 221     | Поселення | 1                               | село Листвин, північно-східна окраїна села, перша надзаплавна тераса правого берега безіменного                                                                                            | Остання чверть ІІІ-перша чверть ІІ тис. до н. е. |
|         | |                                 | струмка, урочище «Козацький Сад» | |
| 222     | Курган | 1                               | село Листвин, урочище «На горах» | |
| 223     | Курган | 1                               | село Листвин, урочище «Круглик» | |
| 225     | Курган |                                 | село Листвин, північно-східна окраїна | |
| 226     | Поселення | 1                               | село Майдан, 5 км на північний схід від села, урочище «Груби», південний схил балки | Кінець ІІІ-перша пол. ІІ тис. до н. е., кінець XVI-поч. ХІ ст. до н. е., Х-ХІ ст.                                                                       |
| 227     | Курганний могильник | 1                               | село Майдан, 2 км на північний схід, урочище «Дубові Грядки» | |
| 228     | Поселення | 1                               | село Маяки, північно-західна окраїна села | ІХ-VI тис. до н. е., XV-ХІІІ ст. до н. е. |
| 229     | Поселення | 1                               | село Маяки, 1,2 км на південний захід від села, уздовж середньої частини схила лівого берега р. Стубли, урочище «Жолоби»                                                                   | XV-ХІІ ст. до н. е. |
| 230     | Стоянка | 1                               | село Мирогоща, урочище «Поле Вотруби» | Приблизно 25-20 тис. років до н. е. |
| 231     | Поселення, городоцько-здовбицька культура | 1                               | село Мирогоща, південна околиця села, схіл південно-східного берега колишнього озера, урочище «Городище»                                                                                   | Остання чверть ІІІ -перша чверть ІІ тис. до н. е. |
| 232     | Майстерня по обробці кремнію | 1                               | село Мирогоща, 1,5 км на південь, урочище «Яр» | Кінець ІІІ-поч. І тис. до н. е. |
| 233     | Поселення | 1                               | село Мирогоща, південна окраїна села, ліворуч шляху Мирогоща-Збитень | XV-ХІІ ст. до н. е. |
| 234     | Поселення ранньозалізного часу та давньоруське | 1                               | село Мирогоща, 0,5 км на південь від села | Ранньозалізний час та давньоруське |
| 235     | Городище | 1                               | село Мирогоща, урочище «Медунова Гора» | Х-ХІ ст. |
| 236     | Поселення черняхівської культури | 1                               | село Мокре | Черняхівська культура |
| 237     | Селище | 1                               | село Мокре, урочище «Бичок» | Х-ХІІІ ст. |
| 238     | Курган | 1                               | село Мокре, біля дороги до села Молодава Третя | |
| 239     | Поселення черняхівської культури | 1                               | село Молодава Третя, урочище «Левиччина» | черняхівська культура |
| 240     | Стоянка пізньопалеолітична (свідерська), поселення ранньозалізного часу                                                                                        | 2                               | село Нагорне, 200 м на північний захід від залізничної станції Ульбарів | ХІІІ-ІХ тис. до н. е. |
| 241     | Поселення стжижовської культури та давньоруське | 1                               | село Олибів, урочище «Круглик» | XVIII-XVI ст. до н. е. |
| 242     | Майстерня доби ранньої бронзи | 1                               | село Олибів, північна околиця | XVIII-XVI ст. до н. е. |
| 243     | Поселення черняхівської культури | 1                               | село Олибів, північно-західна околиця | черняхівська культура |
| 244     | Поселення городоцько-здовбицької культури та давньоруське | 1                               | село Острів, урочище «Леватина» | Друга пол. ІІІ-перша пол. ІІ тис. до н. е. |
| 245     | Майстерня | 1                               | село Острів, урочище «Леватина» | ІІІ-ІІ тис. до н. е. |
| 246     | Поселення | 1                               | село Острів, східний схил лівого берега р. Стубли | Друга пол. ІІІ-перша пол. ІІ тис. до н. е., VIII-ХІІІ ст.                                                                                               |
| 247     | Поселення доби бронзи | 1                               | село Острів, урочище «Копилівка», південно-східний схил лівого берега р. Стубли, 0,5 км від дамби між штучними озерами, на північ                                                          | XVI-XVIII ст. до н. е. |
| 248     | Поселення черняхівської культури та давньоруське | 1                               | село Острів, північно-східний схил лівого берега р. Стубли, 200—300 м від поселення Острів-І, біля шляху Острів-Княгинино                                                                  | черняхівська культура та давньоруське |
| 249     | Поселення доби бронзи | 1                               | село Острів, правий берег південного з двох штучних озер, 150 м від шосе | XVI-VIII ст. до н. е. |
| 250     | Поселення доби бронзи та давньоруське | 1                               | село Острів, північний край найближчого до р. Стубли штучного озера, мис між правим берегом безіменного струмка та лівим берегом р. Стубли, 400 м на північний схід від поселення Острів-І | XVI-VIII ст. до н. е. |
| 251     | Поселення доби бронзи | 1                               | село Острів, правий берег південного з двох штучних озер, правий берег балки | XVI-VIII ст. до н. е. |
| 252     | Городище | 1                               | село Острів, 1 км на південний захід | Х-ХІІІ ст. |
| 253     | Селище | 1                               | село Острів, біля городища | Х-ХІІІ ст. |
| 254     | Поселення ранньозалізного часу та давньоруське | 1                               | село Острів, урочище «Помирки» | ранньозалізний час та давньоруське |
| 255     | Поселення доба мезоліта | 1                               | село Птича, південно-східна околиця, заплава лівого берега р. Іква | ІХ-VI тис. до н. е. |
| 256     | Курган | 1                               | село Переросля, центр | |
| 257     | Поселення доби бронзи, тшинецько-комарівська культура | 1                               | село Підлужжя, 0,5 км на захід від млина | доба бронзи, тшинецько-комарівська культура |
| 258     | Поселення черняхівської культури, давньоруське | 1                               | село Підлужжя, біля млина | черняхівська культура, давньоруське |
| 259     | Поселення стжижовської культури | 1                               | село Сатиїв, лівий берег р. Стубли, 0,5 км на захід від села | стжижовська культура |
| 260     | Поселення | 1                               | село Столбець, 0,6 км на схід від села, перша надзаплавна тераса лівого берега р. Іква | Друга пол. ІІІ тис. до н. е., VII ст. до н. е. |
| 261     | Могильник | 1                               | село Тараканів, східна окраїна села, перша надзаплавна тераса лівого берега р. Іква, біля церкви                                                                                           | ХІ-ХІІІ ст. |
| 262     | Поселення | 1                               | село Тараканів, пункт 2, за 400 м на схід від форту, на останці у заплаві лівого берега р. Іква                                                                                            | Доба бронзи, римський час, ХІ-ХІІ ст. XIVXV ст. |
| 263     | Поселення | 1                               | село Тараканів, пункт, 1, за 300 м від форту, на мисі правого берега р. Іква, на схід від залізниці                                                                                        | Культура шнурової кераміки, доба бронзи |
| 264     | Поселення | 1                               | село Тараканів, пункт 4, урочище «Тараканівщина» за 1 км на південь від залізничного мосту, на лівому березі р. Іква, на вузькій височині                                                  | Доба бронзи, Х-1 пол. ХІ ст. XIV-XV ст., культура кулястих амфор                                                                                        |
| 265     | Поселення | 1                               | село Тараканів, пункт 5, урочище «Тараканівщина», північна частина 200 м на південний захід від залізничного мосту                                                                         | Городоцько-здовбицька, тшинецько-комарівськакультури, доба бронзи, Х-ХІІІ ст., XIV-XV ст. XVII-XVIII ст., могилянська група ранньо-залізного віку       |
| 266     | Поселення | 1                               | село Тараканів, пункт 3, за 500 м на захід від залізничного мосту, на окремому підвищені на заплаві лівого берега р. Іква                                                                  | Доба бронзи, ХІІ-ХІІІ ст., XIV-XV ст. |
| 267     | Селище | 1                               | село Онишківці, західна окраїна села, за 100 м на захід від джерела Святої Ганни. | Х ст. |
| 268     | Поселення | 1                               | село Нагоряни, за 500 м на північний захід від села, за 100 м на схід від джерела, на лівому березі струмка                                                                                | Доба бронзи, Х-ХІ ст. |
| 269     | Поселення | 1                               | село Мирогоща, за 400 м на північний захід від аграрного коледжу, на мисі на північному схилі височини                                                                                     | Доба бронзи |
| 270     | Поселення | 1                               | село Мирогоща, пагорб між громадським кладовищем та аграрним коледжем | Доба бронзи, ранній залізний час |
| 271     | Селище | 1                               | село Мирогоща, Медунова гора-1, на північ від городища, біля ретранслятора | Х-ХІ ст. |
| 272     | Селище | 1                               | село Мирогоща, Медунова гора-2 | Х-ХІ ст. |
| 273     | Поселення та селище | 2                               | село Мирогоща, Медунова гора-3, на південь від городища | Доба бронзи, Х-ХІ ст. |
| 274     | Поселення та селище | 2                               | село Панталія, на північний схід від села, на мисі, оточеному заболоченою долиною струмка, 300 м на захід від розвилки доріг Дубно-Рівне, Дубно-Луцьк                                      | Доба бронзи, Х-ХІІІ ст. |
| 275     | Поселення | 1                               | село Панталія, пункт 2 , урочище "Острів, на півень від села | XVI-ХІ ст. до н. е., друга пол. VII-поч. ІІ ст. до н. е.                                                                                                |
| 276     | Поселення | 1                               | село Липа, урочище «Десятини», західна околиця села над яром, поруч з технічними корпусами Мирогощанського аграрного коледжу                                                               | Доба міді, доба бронзи, трипільська культура, комарівська культура                                                                                      |
| 277     | Поселення | 1                               | село Мирогоща, урочище «Поле Вотруби», нижні схили мису, нижче від технічних корпусів аграрного коледжу, над яром, напроти урочище «Десятини»                                              | Доба міді-бронзи, ранньослов'янське, руське |
| 278     | Поселення | 1                               | село Довге Поле, 3 км на півень від села, урочище «Тартак», лівий берег р. Тартацька, 100 м вниз по течії від поселення Тартак-2                                                           | ХІІ- пер. пол. ХІІІ ст. |
| 279     | Поселення | 1                               | село Іваниничі, урочище «Батарея», на північ від городища | Доба міді-бронзи, Х-ХІ ст. |
| 280     | Поселення | 1                               | село Нараїв, урочище «Бродки, півенна околицясела, високий мис лівого берега р. Нараївка та впадаючого в неї струмка                                                                       | Доба мді-бронзи, Х-хІ ст., V- поч. IV тис до н. е., трипілля, доруга пол. ІІІ-поч. ІІ тис. до н. е., скіфський час, ХІ ст.                              |
| 281     | Селище | 1                               | село Тростянець, 0,2 км на захід від церкви | Х-ХІІІ ст. |
| 282     | Поселення тшинецько-комарівської культури | 1                               | село Шепетин, східна окраїна села, територія колишнього хут. Голуби | тшинецько-комарівська культура |
| 283     | Поселення | 1                               | місто Дубно, південна окраїна, правий берег р. Ікви, 0,5 км на схід від залізничного мосту                                                                                                 | Кінець ІІІ-ІІ тис. до н. е., ІІ-IV ст. |
| 284     | Поселення | 1                               | село Кам'яниця, 1 км на північ від села, біля залізниці, 0,8 км на північ від місця відгалуження залізничної колії на Кременець                                                            | ІІ тис. до н. е. |
| 285     | Поселення | 1                               | село Кам'яниця, південна окраїна, 0,1 км на схід від ферми | ІІ-IV ст. |
| 286     | Селище | 1                               | село Липа, 0,3 км на північ від кладовища | Х-ХІ ст. |
| 287     | Курган | 1                               | село Листвин, північна окраїна, 0,3 км на південь від ферм | |
| 288     | Поселення | 1                               | село Листвин, північна окраїна, 0,3 км на північ від ферм | IV-ІІІ тис. до н. е., ХІ-ХІІІ ст. |
| 289     | Поселення | 1                               | село Підлужжя, південна окраїна 0,7 км на південний захід від церкви | ІІ-IV ст., ХІ-ХІІІ ст. |
| 290     | Поселення | 1                               | село Підлужжя, 0,5 км на південний захід від південно-західної окраїни | Кінець ІІІ-ІІ тис. до н. е. |
| 291     | Поселення | 1                               | село Птича, південно-східна окраїна | ХІ-ХІІІ ст. |
| 292     | Могильник дитиничського типу | 1                               | село Дитиничі | |
| 293     | Пізньопалеолітична стоянка | 1                               | село Зелений Гай, за 1 км від кладовища, на південний схід, що західніше хут. Зелений Гай, короткий яр на північному схилі плато                                                           | Пізній палеоліт |
| 294     | Багатошарове поселення, мезоліт, епоха бронзи, комарівська культура, могилянська група зубрицька культура                                                      | 1                               | село Клюки, 0,4 км на північний схід від залізничної платформи, кар'єр | ІІ-IV ст. н. е. |
| 295     | Стоянка | 11                              | село Кам'яниця, південна околиця села, на захід від колгоспного двору, лівий берег р. Іква, перерізана залізницею на Кременець                                                             | IV-ІІІ тис. до н. е., XV-ХІІ ст. до н. е., ІІ-IV ст. н. е., Х-ХІІ ст.                                                                                   |
| 296     | Городище |                                 | село Жорнів | ХІ-ХІІ ст. |
| 297     | Поселення багатошарове | 1                               | місто Дубно, урочище „Палестина-2“, на мисі лівого берега р. Ікви, біля приміщень ЦРЛ | Х-VI тис. до н. е., IV-ІІІ тис. до н. е., XIV-XVI ст., ІІ тис. до н. е.                                                                                 |
| 298     | Поселення | 1                               | місто Дубно, урочище „Біля мостів“ пн.-зах. частина міста, піщана дюна | 2 пол. ІІІ тис. до н. е., XVIII-VIII ст. до н. е., VII-V ст. до н. е., ХІІ-ХІІІ ст.                                                                     |
| 299     | Селище | 1                               | місто Дубно, урочище „Червоний пагорб“, заплава правого берега ріки, за 2 км на пд-зах. від замку                                                                                          | Х-ХІ ст. |
| 300     | Поселення | 1                               | місто Дубно, урочище „Підвісний міст“, підвищення в заплаві правого берега | XVIII-VIII ст. до н. е., IV-ІІ ст. до н. е. |
| 301     | Поселення | 1                               | місто Дубно, пн-сх. окраїна міста, біля вет. Лікарні, на мисі лівого берега р. Липки | VIII-ІХ ст., культура типу Лука-Райковецька |
| 302     | Поселення | 1                               | місто Дубно, передмістя Сурмичі, вул. Садова, біля ВТК, на високому правому березі р. Іква                                                                                                 | ІІ ст., Х-ХІІ ст., XIV-XV ст. |
| 303     | Поселення | 1                               | місто Дубно, передмістя Сурмичі, пункт 2, дюна на правому березі р. Ікви при впаданні в неї р. Липки                                                                                       | V-IV тис. до н. е., XVIII-VIII ст. до н. е., VIII-ІХ, XIV-XV ст.                                                                                        |
|         | Здолбунівський район |                                 | | |
| 304     | Поселення однієї з культур шнурової кераміки | 1                               | місто Здолбунів, 0,3 км на захід від цегляного заводу | ІІ тис. до н. е. |
| 305     | Курган | 1                               | село Білашів, на південний схід від села, урочище „Біля могили“ | |
| 306     | Поселення, трипільська кульутра | 1                               | село Будераж, 0,4 км на північний захід, миси першої надзаплавної тераси лівого берега р. Збитинки                                                                                         | 2 пол. ІІІ тис. до н. е. |
| 307     | Поселення, могилянська група раннього залізного часу | 1                               | село Будераж, північна окраїна села, мис другої надзаплавної тераси лівого берега Р. Збитинки                                                                                              | VII — V ст. до н. е. |
| 308     | Городище | 1                               | село Будераж | ХІ-ХІІ ст.. |
| 309     | Городище | 1                               | село Будераж | ХІ-ХІІ ст. |
| 310     | Городище | 1                               | село Будераж | ХІ-ХІІІ ст. |
| 311     | Селище | 1                               | село Будераж, 0,4 км на північний схід | Х-ХІІІ ст. |
| 312     | Городище | 1                               | село Глинськ, 2 км на південний захід | ХІ ст. |
| 313     | Поселення | 1                               | село Глинськ, 1,5 км на південний захід від села, лівий берег р. Устя | ХІІІ-ІХ тис. до н. е., кін. ІІІ-пер. половина ІІ тис. до н. е., VII-V ст. до н. е.                                                                      |
| 314     | Поселення | 1                               | село Глинськ, 1 км на південний захід, підвищення правого берега р. Усті | Кін. ІІІ- пер. половина ІІ тис. до н. е., VII-V ст. до н. е., ХІ-ХІІІ ст.                                                                               |
| 315     | Поселення | 1                               | село Глинськ, східна окраїна села, лівий берег р. Устя | Кін. ІІІ- поч. ІІ тис. до н. е., ІІІ- IV ст. ХІ-ХІІІ ст.                                                                                                |
| 316     | Поселення та майстерня | 2                               | село Дермань-І, урочище „Скіт“, між віл. Шенківці та Плугаки (яр) | Остання чверть ІІІ- перша чверть ІІ тис. до н. е. |
| 317     | Городище | 1                               | село Дермань-ІІ | ХІ-ХІІІ ст. |
| 318     | Поселення | 1                               | село Дермань-ІІ, 0,5 км на північний схід, урочище „Райгородок“ | ІІ тис. до н. е. ХІ-ХІІІ ст. |
| 319     | Поселення та ґрунтовий могильник | 2                               | село Дермань-ІІ, на території села біля ферми, урочище „Райгородок“ | XV-ХІІ ст. до н. е. |
| 320     | Городище | 1                               | село Дермань-І, урочище „Круча“, мис правого берега р. Устя | ХІ-ХІІІ ст. |
| 321     | Селище | 1                               | село Дермань-ІІ, біля монастиря | Х-ХІ ст. |
| 322     | Курганна група | 1                               | село Дермань-ІІ, 2 км на південний схід | |
| 323     | Поселення | 1                               | село Здовбиця, південно-східна окраїна | Ост. чверть ІІІ-пер. чверть ІІ тис. до н. е. |
| 324     | Ґрунтовий могильник | 1                               | село Здовбиця, дільниця західного берега колишнього озера на території колгоспної ферми | Кін. ІІІ — поч. ІІ тис. до н. е. |
| 325     | Поселення | 1                               | село Здовбиця, східна окраїна села, західний берег колишнього озера | V-VII ст. |
| 326     | Поселення | 1                               | село Івачкове, південно-західна окраїна села, схил правого берега р. Устя | ІІІ-ІІ тис. до н. е. |
| 327     | Поселення | 1                               | село Ільпінь, 0,7 км на захід від села, лівий берег р. Устя | К. ІІІ- пер. пол ІІ тис. до н. е. |
| 328     | Городище | 1                               | село Клопіт, 1 км на північний схід, ур „Круча“, „Кучеринка“ | Х-ХІ ст. |
| 329     | Місцезнаходження Коршів | 1                               | село Коршів, на південь від села кар'єр | 35 тис. років |
| 330     | Курганний могильник | 15                              | село Кошатів, сільське кладовище | Х-ХІ ст. |
| 331     | Городище | 1                               | село Кунин, урочище „Замок“ | Х-ХІ ст. |
| 332     | Городище | 1                               | село Мала Мощаниця, між селами Мала Мощаниця та Ступно | Х-ХІ ст. |
| 333     | Курган | 1                               | село Мала Мощаниця, на старому кладовищі | |
| 334     | Поселення | 1                               | смт. Мізоч, 0,7 км на захід від селища біля комбікормового заводу, мис першої надзаплавної тераси правого берега р. Стубли                                                                 | ІХ-VI тис. до н. е., 2 пол. ІІІ тис. до н. е. |
| 335     | Поселення | 1                               | смт. Мізоч, північно-східна окраїна, мис першої надзаплавної тераси правого берега р. Стубли                                                                                               | ІХ-VI тис. до н. е., 2 пол. ІІІ тис. до н. е. |
| 336     | Майстерня, тшинецько-комарівська культура | 1                               | смт. Мізоч, 1 км на захід, мис першої надзаплавної тераси правого берега р. Стубли | XV-ХІІ ст. до н. е. |
| 337     | Городище | 1                               | смт. Мізочок, південно-західна окраїна, праворуч дороги Мізочок-Озірко | ХІ-ХІІ ст. |
| 338     | Курганний могильник | 7                               | село Мости, 1,5 км на південний схід від лісництва, у лісі, урочище Турова могила» | Х-ХІ ст. |
| 339     | Поселення тшинецької культури | 1                               | село Мости, 0,5 км на північ | XVI-ІХ ст. до н. е. |
| 340     | Поселення ранньослов'янське | 1                               | село Мости, лівий берег р. Свитеньки | VIII-ІХ ст. |
| 341     | Поселення ранньозалізного часу та давньоруське | 1                               | село Новомильськ | ХІ-VII ст. до н. е., ХІ-ХІІІ ст. |
| 342     | Курганний могильник | 1                               | село Новомильськ, східна окраїна | Х-ХІ ст. |
| 343     | Городище | 1                               | село Новосілки, урочище «Замчисько» | ХІ-ХІІІ ст. |
| 344     | Селище | 1                               | село Новосілки, урочище «Залісся» | ХІ-ХІІІ ст. |
| 345     | Курганний могильник | 1                               | село Новосілки, урочище «Козацькі могили» | ХІ-ХІІІ ст. |
| 346     | Поселення | 1                               | село Орестів, на захід від колгоспного двору | Кін. ІІІ-1 пол. ІІ тис. до н. е. |
| 347     | Поселення, трипільська культура | 1                               | село Півче, західна окраїна села, схил першої надзаплавної тераси лівого берега р. Збитинки                                                                                                | 2 пол. ІІІ тис. до н. е. |
| 348     | Поселення | 1                               | село Півче, 0,7 км на схід, заплава лівого берега р. Збитинки | Кін. ІІІ-поч. ІІ тис. до н. е. |
| 349     | Свідерське місцезнаходження та майстерня село П'ятигори, | 1                               | 0,5 км на південний захід від села, правий берег р. Устя | |
| 350     | Поселення, кульутра шнурової кераміки | 1                               | село П'ятигори, південно-східна окраїна, лівий берег р. Устя | Кін. ІІІ-поч. ІІ тис. до н. е. |
| 351     | Поселення, тшинецько-комарівська культура | 1                               | село Святе, 1 км на захід від села, підвищення у заплаві правого берега струмка | XV-ХІІ ст. до н. е. |
| 352     | Поселення пізньотрипільське та давньоруське | 1                               | село Святе, 0,5 км на північ | пізньотрипільський та давньоруське |
| 353     | Поселення, доба мезоліта, могилянька група ранньозалізного часу та давньоруський час                                                                           | 1                               | село Стара Мощаниця, 2 км на схід від села, схил першої надзаплавної тераси лівого берега р. Чорна Лоза                                                                                    | ІХ-VI тис. до н. е., VII-V ст. до н. е., ХІ-ХІІІ ст. |
| 354     | Поселення, доба мезоліта, тшинецько-комарівська кульутра | 1                               | село Стара Мощаниця, північно-східна окраїна села, мис першої надзаплавної тераси лівого берега р. Чорна Лоза, біля ферми                                                                  | ІХ-VI тис. до н. е., XV-ХІІ ст. до н. е. |
| 355     | Поселення, пізньотрипільська, тшинецько-комарівськакультури, могилянська група ранньозалізного часу та давньоруський час                                       | 1                               | село Стара Мощаниця, 1,3 км на північ від села, біля ставка, схил лівого берега р. Чорна Лоза                                                                                              | 2 пол. ІІІ тис. до н. е., XV-ХІІ ст. до н. е., ХІ-ХІІІ ст.                                                                                              |
| 356     | Поселення, доба мезоліту | 1                               | село Стеблівка, східна окраїна, мис першої надзаплавної тераси правого берега р. Стубли | ІХ-VI тис. до н. е. |
| 357     | Поселення | 1                               | село Стеблівка, 0,5 км на північ від села, мис першої надзаплавної тераси правого берега р. Стубли                                                                                         | ІХ-VI тис. до н. е., 2 пол. |
| 358     | Поселення, доба мезоліта, пізньотрипільська культура | 1                               | село Стеблівка, південна окраїна села, мис першої надзаплавної тераси правого берега р. Стубли                                                                                             | ІХ-VI тис. до н. е., друга пол. ІІІ тис. до н. е. |
| 359     | Поселення | 1                               | село Стеблівка, південно-західна окраїна села, мис першої надзаплавної тераси правого берега р. Стубли                                                                                     | Друга пол. ІІІ тис. до н. е. |
| 360     | Поселення | 1                               | село Стеблівка, північна окраїна села, мис першої надзаплавної тераси лівого берега р. Стубли                                                                                              | VII-V ст. до н. е., ІІ-IV ст. |
| 361     | Городище | 1                               | село Стеблівка, мис правого берега р. Стубельки, північно-західна окраїна села | ХІ-ХІІІ ст. |
| 362     | Поселення, черняхівська культура та давньоруський час | 1                               | село Стеблівка, південно-східна окраїна села, біля ферми, схил першої надзаплавної тераси лівого берега р. Стубли                                                                          | ІІ-IV ст., ХІ-ХІІІ ст. |
| 363     | Поселення доби бронзи | 1                               | село Стеблівка, на південь від хутора Замлиння | ІІІ-ІІ тис. до н. е. |
| 364     | Селище давньоруське | 1                               | село Стеблівка, урочище «Звіринець» | ХІ-ХІІІ ст. |
| 365     | Курган | 1                               | село Степанівка | |
| 366     | Поселення, пізньотрипільська культура | 1                               | село Суйми, північна окраїна села, територія колишнього хутора Посич | Друга пол. ІІІ тис. до н. е. |
| 367     | Поселення, черняхівська культура | 1                               | село Уїздці, 0,3 км на південний схід, схил південного берега колишнього озера, урочище «Застав'я»                                                                                         | ІІ-IV ст. |
| 368     | Поселення | 1                               | місто Здолбунів, північно-західна окраїна, в напрямку села Багдашів, правий берег р. Устя                                                                                                  | ІІ-І тис. до н. е. |
| 369     | Селище давньоруське | 1                               | село Гільча, правий берег р. Устя, праворуч траси Рівне-Остріг, 0,7 км на південний схід від церкви                                                                                        | ХІ-ХІІ ст. |
| 370     | Поселення неолітичне та доби бронзи | 1                               | село Гільча, правий берег р. Устя, в напрямку хутора Лебеді, 0,3 км на південь від нафтопроводу «Дружба»                                                                                   | ІІІ-І тис. до н. е. |
| 371     | Поселення пізньотрипільське | 1                               | село Гільча, південний берег ставка, 0,7 км на південь від церкви | ІІІ тис. до н. е. |
| 372     | Селище | 1                               | село Дермань, 0,1 км на південний захід від Троїцького монастиря, лівий берег струмка | ХІ ст. |
| 373     | Поселення шнурової кераміки | 1                               | село Корнин, південно-східна окраїна села | Культура шнурової кераміки |
| 374     | Курганний могильник | 3                               | село Корнин, на східній околиці села на території кладовища | ХІ-ХІІ ст. |
| 375     | Поселення шнурової кераміки | 1                               | село Загороща, північна околиця хутора, який знаходиться на північний схід від села | Культура шнурової кераміки |
| 376     | Древньоруське селище | 1                               | село Миротин, 300 м на південний захід від колгоспного двору, на території, що прилягає з заходу до дороги Рівне-Острог                                                                    | древньоруське |
| 377     | Поселення шнурової кераміки | 1                               | село П'ятигори, 800 м на південний захід від села, на південний захід від гирла балки | Культура шнуроаої кераміки |
| 378     | Поселення | 1                               | село Гільча за 1 км на північний схід від церкви, на захід від дороги Острог-Рівне, на місці правого берега р. Устя                                                                        | Ранньослов'янська та доба Київської Русі |
| 379     | Культурний шар на території комплексу Троїцького монастиря | 1                               | село Дермань | XV-XVII ст. |
|         | |                                 | | |
|         | Зарічненський район |                                 | | |
| 380     | Поселення неолітичне та доби бронзи | 1                               | смт. Зарічне, 6 км на південь хутора Коник | V-IV тис. до н. е., XVIII-VIII ст. до н. е. |
| 381     | Городище | 1                               | смт. Зарічне, правий берег р. Стир, урочище «Погост» | ЇІ-ЇІІІ ст. |
| 382     | Мезолітична стоянка | 1                               | село Гориничі, 600 м на південний схід від кладовища, урочище «Сопильники» | VII-VI тис. до н. е. |
| 383     | Мезолітична стоянка | 1                               | село Гориничі, 200 м на південь, урочище «Острів» | VI тис. до н. е. |
| 384     | Фінальнопалеолітична стоянка | 1                               | село Гориничі, 1 км на південний схід від села | ІХ тис. до н. е. |
| 385     | Фінальнопалеолітична стоянка | 1                               | село Дубчиці, 300 м на південний схід від села, біля хутора Любуша | ІХ тис. до н. е. |
| 386     | Мезолітична стоянка | 1                               | село Дубчиці, 500 м на схід, біля хутора Любуша2 | VIII-VII тис. до н. е. |
| 387     | Фінальнопалеолітична стоянка | 1                               | село Дідівка, південно-західний берег озера Нобель, біля дороги на село | ІХ тис. до н. е. |
| 388     | Поселення неолітичне, культури шнурової кераміки та комарівське                                                                                                | 1                               | село Іванчиці, південно-східна околиця | V-IV тис. до н. е., XVI-ІХ ст. до н. е. |
| 389     | Могильник | 3                               | село Іванчиці, південно-східна околиця села | І ст. до н. е.-ІІ ст. н. е. |
| 390     | Поселення, шнурова кераміка доби ранньої бронзи | 1                               | село Кухотська Воля, північно-східна околиця села | Друга пол. ІІІ-друга пол. ІІ тис. до н. е. |
| 391     | Курган | 1                               | село Кухотська Воля, 1 км на схід від села до р. Веселуха | |
| 392     | Стоянка, свідерська культура | 1                               | село Кухче, 1 км на схід від колишнього хутора Радове, правий берег р. Веселуха | ІХ-VIII тис. до н. е. |
| 393     | Фінальнопалеолітична стоянка | 1                               | село Млин, 2 км на північ, лівий берег р. Прип'ять | ІХ тис. до н. е. |
| 394     | Фінальнопалеолітична стоянка, поселення ранньозалізного часу                                                                                                   | 2                               | село Морочне, 1,5 км на північ від центральної частини села | ІХ тис. до н. е., І тис. до н. е. |
| 395     | Фінальнопалеолітична майстерня | 1                               | село Нобель, урочище «Битен-2», північно-західний край урочища, берег озера | ІХ тис. до н. е. |
| 396     | Фінальнопалеолітична стоянка, мезолітична стоянка | 2                               | село Нобель, урочище «Битьон-3», західний край урочища | ІХ тис. до н. е., VII тис. до н. е. |
| 397     | Фінальнопалеолітична стоянка, свідерська культура | 1                               | село Нобель, урочище «Битьон-4» | ІХ тис. до н. е. |
| 398     | Фінальнопалеолітична стоянка | 1                               | село Нобель, урочище «Піддяче», 500 м на північ від ферми, біля бензозаправки | ІХ тис. до н. е. |
|         | Стоянка Мезолітична |                                 | село Нобель, урочище «Заборок» куток Вищерок | «ІХ — VII тис. до н. е. |
| 399     | Фінальнопалеолітична стоянка | 1                               | село Нобель, північно-західна частина села | ІХ тис. до н. е. |
| 400     | Фінальнопалеолітична стоянка | 1                               | село Нобель, на північний схід від кладовища | ІХ тис. до н. е. |
| 401     | Фінальнопалеолітична стоянка | 1                               | село Нобель, на південний захід від кладовища, біля дороги на село Млин | ІХ тис. до н. е. |
| 402     | Фінальнопалеолітична майстерня | 1                               | село Нобель, середня частина хут. Котера, східний берег озера | ІХ тис. до н. е. |
| 403     | Фінальнопалеолітична стоянка | 1                               | село Нобель, урочище «Сад» | ІХ тис. до н. е. |
| 404     | Стоянка | 1                               | село Омит, урочище «Млин», 500—600 м на північний схід від села | ІХ-VI тис. до н. е. |
| 405     | Поселення | 1                               | село Омит, 2 км на схід від озера | ІІ тис. до н. е.-поч. І тис. н. е. |
| 406     | Мезолітична стоянка, поселення доби бронзи | 2                               | село Омит, 1 км на захід | VI тис. до н. е., ІІ тис. до н. е. |
| 407     | Фінальнопалеолітична стоянка | 1                               | село Омит, південно-західний край дюни біля хут. Переволока, між село Омит та село Нобель                                                                                                  | ІХ тис. до н. е. |
| 408     | Мезолітична стоянка | 1                               | село Омит, біля хут. Переволока, 1,5 км на південь | VI тис. до н. е. |
| 409     | Фінальнопалеолітична стоянка | 1                               | село Омит, південний край дюни біля ферми, хут. Переволока | ІХ тис. до н. е. |
| 410     | Мезолітична стоянка | 1                               | село Омит, північно-східний край дюнного масива, хут Переволока | VII тис. до н. е. |
| 411     | Фінальнопалеолітична стоянка | 1                               | село Омит, південний схід дюни, хут. Переволока | ІХ тис. до н. е. |
| 412     | Стоянка фінальнопалеолітична, мезолітична | 1                               | село Омит, 1 км на схід урочище «Яблунька» | ІХ тис. до н. е., VII тис. до н. е. |
| 413     | Мезолітична стоянка | 1                               | село Омит, південна частина дюни, урочище «Яблунька» | VII тис. до н. е. |
| 414     | Мезолітична стоянка, поселення неолітичне, доби бронзи, раннього залізного часу, давньоруське                                                                  | 2                               | село Омит, південний схил дюни, урочище «Яблунька» | VII-VI тис. до н. е., V тис. до н. е., ІІІ-ІІ тис. до н. е., І тис. до н. е., ХІ-ХІІ ст. н. е.                                                          |
| 415     | Фінальнопалеолітична стоянка, свідерська культура | 1                               | село Омит, північно-східна частина дюни в урочище «Яблунька» | ІХ тис. до н. е. |
| 416     | Фінальнопалеолітична стоянка | 1                               | село Омит, західна частина дюни, урочище «Яблунька» | ІХ тис. до н. е. |
| 417     | Фінальнопалеолітична стоянка | 1                               | село Омит, мис західного кінця дюни, урочище «Яблунька» | Х-ІХ тис. до н. е. |
| 418     | Поселення шнурової кераміки та зарубинецької культури | 1                               | село Омит, 2 км на схід від озера Омит, урочище «Батарея» | І ст. до н. е., І ст. н. е. |
| 419     | Стоянка мезолітична та поселення доби бронзи | 2                               | село Омит, урочище «Вугла» | V тис. до н. е., ІІ тис. до н. е. |
| 420     | Стоянка, поселення | 2                               | село Сенчиці, 1 км на південний схід від дюни Сенчиці-І, заплава правого берега р. Прип'яті                                                                                                | ІХ тис. до н. е., ІІ-І тис. до н. е. |
| 421     | Фінальнопалеолітична стоянка, поселення доби бронзи | 2                               | село Сенчиці, 2 км на південний схід, від «Ляхової Гори», урочище «Грушка» | ІХ тис. до н. е., ІІ тис. до н. е. |
| 422     | Стоянка, поселення | 2                               | село Сенчиці, південний схід від дюнного підвищення Сенчиці-І, урочище «Данилово» | ІХ тис. до н. е., ІІ тис. до н. е. |
| 423     | Фінальнопалеолітична стоянка | 1                               | село Сенчиці, 100 м на південний схід від «Ляхової Гори», заплава правого берега р. Прип'яті, урочище «Данилово»                                                                           | ІХ тис. до н. е. |
| 424     | Поселення | 1                               | село Сенчиці, 500 м на південь від хут. Дуброжин, 1 км на захід від села | І тис. до н. е. |
| 425     | Фінальнопалеолітична стоянка | 1                               | село Сенчиці, 2 км на південь від хут. Дуброжин, 1 км на захід від села | ІХ тис. до н. е. |
| 426     | Фінальнопалеолітична стоянка, поселення доби бронзи та давньоруське                                                                                            | 2                               | село Сенчиці, 500 м на південь від «Ляхової Гори», що знаходиться на південний схід від села, 600 м на схід від насосної станції                                                           | ІХ тис. до н. е., ІІ тис. до н. е., ХІІ-ХІІІ ст. |
| 427     | Фінальнальнопалеолітична стоянка | 1                               | село Сенчиці, 800 м на схід від насосної станції, урочище «Іванчиці» | ІХ тис. до н. е. |
| 428     | Фінальнопалеолітична стоянка | 1                               | село Сенчиці, 800 м на північний схід від насосної станції, урочище «Іванчиці» | ІХ тис. до н. е. |
| 429     | Фінальнопалеолітична стоянка | 1                               | село Сенчиці, 1,5 км на південь від села, заплава правого берега р. Прип'ять, урочище «Любожин»                                                                                            | ІХ тис. до н. е. |
| 430     | Мезолітична стоянка-майстерня | 1                               | село Омит, північний берег озера Омит, схил холма, урочище «Млин» | VI тис. до н. е. |
| 431     | Фінальнопалеолітична стоянка | 1                               | село Омит, 150 м на схід від ферми, урочище «Млин» | ІХ тис. до н. е. |
| 432     | Фінальнопалеолітична стоянка | 1                               | село Омит, 500 м на схід від села, територія сільського кладовища | ІХ тис. до н. е. |
| 433     | Мезолітична стоянка, поселення доби бронзи | 2                               | село Сенчиці, північно-східний край «Ляхової Гори» | VII-VI тис. до н. е., ІІ тис. до н. е. |
| 434     | Фінальнопалеолітична стоянка | 1                               | село Омит, 300 м на схід від кладовища, східний берег озера Омит | ІХ тис. до н. е. |
| 435     | Фінальнопалеолітична стоянка | 1                               | село Сенчиці, 2 км на південний схід від села, північно-східна частина підвищення, правий берег р. Прип'яті                                                                                | ІХ тис. до н. е. |
| 436     | Фінальнопалеолітична стоянка | 1                               | село Сенчиці, 2 км на південний схід, південно-східна частина підвищення на правому березі р. Прип'яті, урочище «Ляхова Гора»                                                              | ІХ тис. до н. е. |
| 437     | Поселення, тшинецько-комарівська культура, доба бронзи | 1                               | село Сенчиці, 300 м на схід від дюнного підвищення Сенчиці-І | ІІ тис. до н. е. |
| 438     | Фінальнопалеолітична стоянка | 1                               | село Сенчиці, підвищення на східній частині «Ляхової Гори» | ІХ тис. до н. е. |
| 439     | Неолітична стоянка | 1                               | село Сенчиці, північний край «Ляхової Гори», біля кар'єра | V тис. до н. е. |
| 440     | Фінальнопалеолітична стоянка, мезолітична стоянка | 2                               | село Сенчиці, ліворуч шляху Сенчиці-Морочно | ІХ тис. до н. е., VI тис. до н. е. |
| 441     | Мезолітична стоянка | 1                               | село Сенчиці, праворуч від шляху Сенчиці-Морочно, при пересіченні «Ляхової Гори» шляхом | VI тис. до н. е. |
| 442     | Фінальнопалеолітична стоянка | 1                               | село Сенчиці, центр західної частини урочище «Ляхова Гора» | ІХ тис. до н. е. |
| 443     | Мезолітична стоянка | 1                               | село Сенчиці, північно-західна частина урочище «Ляхова Гора» | VII тис. до н. е. |
| 444     | Мезолітична стоянка | 1                               | село Сенчиці, південний край «Ляхової Гори» | VII тис. до н. е. |
| 445     | Фінальнопалеолітична стоянка, поселення доби бронзи | 2                               | село Сенчиці, західний кінець «Ляхової Гори» | ІХ тис. до н. е., ІІ тис. до н. е. |
| 446     | Мезолітична стоянка, поселення доби бронзи | 2                               | село Сенчиці, 1,5 км на схід від «Ляхової Гори», біля повороту дамби на південь до село Морочно, урочище «Хвиниця»                                                                         | VII-VI тис. до н. е., ІІ тис. до н. е. |
| 447     | Стоянка фінальнопалеолітична | 1                               | село Сенчиці, 700 м на схід, біля кладовища | ІХ тис. до н. е. |
| 448     | Свідерська стоянка | 1                               | село Кухотська Воля, за 4 км на південь від села, лівий берег р. Веселуха, східна частина дюнного масиву в урочище «Гірник»                                                                | Свідерська культура |
|         | Костопільський район |                                 | | |
| 449     | Поселення, доба неоліта, східнотшинецька культура та давньоруський час                                                                                         | 1                               | село Базальтове, західна окраїна села, біля мосту, правий берег р. Горинь | V-IV тис. до н. е., XV-ХІІ ст. до н. е. |
| 450     | Городище давньоруське | 1                               | село Бечаль, 1 км на схід від села, урочище «Замковисько» мис правого берега р. Горинь | ХІ-ХІІІ ст. |
| 451     | Городище | 1                               | село Бечаль, урочище «Городище», підвищення у заплаві р. Горинь, 1 км на південь від села                                                                                                  | Х-ХІ ст. |
| 452     | Стоянка мезолітична та палеолітична | 1                               | село Великий Мидськ, 4 км на захід, урочище «Гута» | Мезоліт, палеоліт |
| 453     | Поселення, доба бронзи | 1                               | село Великий Мидськ, 6 км на захід, урочище «Березник» | ІІІ-ІІ тис. до н. е. |
| 454     | Мідні копальні | 1                               | село Великий Мидськ, південно-східна окраїна, урочище «Дубняк» | ІІ тис. до н. е. |
| 455     | Селище | 1                               | село Великий Мидськ, східна окраїна, підвищення на лівому березі р. Млинок | ХІ-ХІІ ст. |
| 456     | Городище | 1                               | село Великий Мидськ, урочище «Вал» | Х-ХІІІ ст. |
| 457     | Курганний могильник | 4                               | село Великий Стидин, центр, біля церкви | Х-ХІ ст. |
| 458     | Поселення милоградської культури | 1                               | село Деражне | милоградська культура |
| 459     | Поселення милоградської культури, давньоруське | 1                               | село Дюксин, урочище «Лука» | милоградська культура, давньоруське |
| 460     | Городище | 1                               | село Дюксин, 3,5 км на південний захід, урочище «Хрещівка», правий берег р. Горинь | XXVI-ХХІ ст. до н. е., VI-ІІІ ст. до н. е., VIII-ХІ ст.                                                                                                 |
| 461     | Поселення | 1                               | село Збуж, 1 км на схід, урочище «Закота», правий берег р. Горинь, біля дамби | XVI-початок ХІ ст. до н. е., ІІ-І тис. до н. е., ХІ-ХІІІ ст.                                                                                            |
| 462     | Курганний могильник | 4                               | село Збуж, урочище «Турія» | Х-ХІІІ ст. |
| 463     | Поселення | 1                               | село Збуж, на північ від шляху до м. Костопіль, територія села | VI-ІІІ ст. до н. е., І ст. до н. е.-ІІ ст. н. е. |
| 464     | Поселення | 1                               | село Збуж, північна окраїна села, підвищення біля торф'яного масиву, що примикає до заплави лівого берега р. Горинь                                                                        | Остання чверть ІІІ-перша чверть ІІ тис. до н. е., XV-ХІІ ст. до н. е., VI-ІІІ ст. до н. е., ХІ-ХІІІ ст.                                                 |
| 465     | Поселення | 1                               | село Злазне, північно-східна окраїна, 0,4 км від мосту на північ, мис лівого берега р. Горинь                                                                                              | ІІІ тис. до н. е., кінець XVI- початок ХІ ст. до н. е.                                                                                                  |
| 466     | Городище, селище | 2                               | село Злазне, 1,5 км на північний схід, урочище «Замковисько» | Х-ХІ ст. |
| 467     | Поселення доби бронзи, городоцька-здовбицька та східнотшинецька культури                                                                                       | 1                               | село Золотолин, 2 км на південь від села, лівий берег р. Горинь | Остання чверть ІІІ-перша чверть ІІ тис. до н. е., кінець XVI-початок ХІ ст. до н. е.                                                                    |
| 468     | Поселення, ранньозалізний час | 1                               | село Космачів, 2 км від села, урочище «Удел» правий берег р. Горинь, 3 км на схід від гирла, північно-східний край півострова                                                              | І тис. до н. е. |
| 469     | Поселення, ранньозалізний час | 1                               | село Космачів, 4 км на південь від села, 100—300 м на північ від шляху, урочище «Митниця»                                                                                                  | І тис. до н. е. |
| 470     | Могильник та селище | 7                               | село Космочів, 5 км на південь, урочище «Лобануха», правий берег р. Горинь, місце де повертає шлях на село Космачів                                                                        | ХІ ст. |
| 471     | Поселення | 1                               | село Осова, 3 км на захід від села, урочище «Осивка» | Остання чверть ІІІ-перша пол. ІІ тис. до н. е. |
| 472     | Поселення | 1                               | село Осова, 1,5 км на північ від села, урочище «Криничка» | ІІІ-ІІ тис. до н. е. |
| 473     | Кремнієва майстерня, поселення | 2                               | село Осова, 5 км на північ від села, урочище «Вижка» | VI-IV тис. до н. е., XV-ХІІ ст. до н. е., друга чверть ІІ тис. до н. е.                                                                                 |
| 474     | Курганний могильник | 1                               | село Збуж, урочище «Підліски» | ІІ-V ст. |
|         | Корецький район |                                 | | |
| 475     | Городище та селище | 2                               | місто Корець, 1 км на північний схід | ХІ-ХІІІ ст. |
| 476     | Курган | 1                               | село Богданівка, північна окраїна | ІІІ-ІІ ст. до н. е. |
| 477     | Курган, могильник | 4                               | село Велика Клецька, північний захід | ІХ-Х ст. |
| 478     | Поселення раннього залізного часу |                                 | село Велика Клецька, 2,5 км на схід біля хут. Юзефівка | |
| 479     | Курганний могильник | 7                               | село Гвіздів, центр | Х-ХІ ст. |
| 480     | Поселення енеолітичне, доби бронзи, раннього залізного часу | 1                               | село Голичівка, 0,5 км на північний схід, урочище «Луг» | IV-ІІІ тис. до н. е., ІІ тис. до н. е. |
| 481     | Городище | 1                               | село Городище, північно-західна окраїна | XIV-XVI ст. |
| 482     | Поселення | 1                               | село Морозівка, північно-західна окраїна | Х-ХІ ст. |
| 483     | Курганний могильник | 15                              | село Новий Корець, урочище «Кемпа» | Друга пол. ІІІ-перша пол. ІІ тис. до н. е. |
| 484     | Городище | 1                               | село Сапожин, урочище «Вал» | ХІ-ХІІІ ст. |
| 485     | Селище | 1                               | село Сапожин, західна окраїна, правий берег ріки | ХІ-ХІІІ ст. |
| 486     | Городище та селище | 2                               | село Стовпин, західна окраїна | ХІ-ХІІІ ст. |
| 487     | Кургани | 2                               | село Стовпин, кладовище | Х-ХІІІ ст. |
| 488     | Поселення доби бронзи | 1                               | село Топча, західна окраїна | ІІІ-ІІ тис. до н. е. |
| 489     | Курганний могильник | 14                              | село Устя, 2 км на північний схід | ХІ-ХІІІ ст. |
| 490     | Городище | 1                               | село Устя | ХІ-ХІІІ ст. |
| 491     | Поселення доби бронзи | 1                               | село Харалуг, урочище «Кут» | ІІІ-ІІ тис. до н. е. |
| 492     | Багатошарове поселення | 1                               | село Користь, урочище «Рудка», південно-західна околиця села | ІІ тис. до н. е., Х-ХІІІ ст. |
| 493     | Культурний шар на території замку | 1                               | місто Корець, вул. Замкова | Доба середньовіччя XV ст. |
| 494     | Культурний шар на території костелі святого Антонія | 1                               | місто Корець, вул. Костельна | Доба пізнього середньовіччя XVI-XVII ст. |
| 495     | Поселення | 1                               | місто Корець, на південь від об'їзної дороги, на лівому березі р. Корчик | Ранній залізний вік, доба Київської Русі |
| 496     | Культурний шар на території Свято-Воскресенсь-кого монастиря                                                                                                   | 1                               | місто Корець, вул. 17-го Вересня | Доба пізнього середньовіччя XVIII ст. |
| 497     | Багатошарове поселення | 1                               | село Користь урочище «Рудка» на південно-західній окраїні села | Доба бронзи, Київської Русі |
| 498     | Культурний шар на території маєтку | 1                               | село Великі Межирічі | Доба пізнього середньовіччя XVIII ст. |
| 499     | Культурний шар на території костелу св. Антонія | 1                               | село Великі Межирічі | Доба пізнього середньовіччя XVIII ст. |
|         | Млинівський район |                                 | | |
| 500     | Поселення мезолітичне, давньоруське, майстерня стжижовської культури                                                                                           | 1                               | смт. Млинів, північна окраїна гирла р. Липки | ІХ-VI тис. до н. е., ХІ-ХІІІ ст., XVIII-XVI ст. до н. е.                                                                                                |
| 501     | Поселення стжижовської культури | 1                               | смт. Млинів, північна частина, 200 м на північ від вулиці Зарічна | ІІ-початок І тис. до н. е. |
| 502     | Поселення стжижовської культури, | 1                               | смт. Млинів, південно-східна окраїна селища, територія корморадгоспу, мис першої надзаплавної тераси правого берега р. Іква                                                                | Кінець ІІ тис. до н. е. |
| 503     | Місце добування кремнію доби бронзи | 1                               | смт. Млинів, північно-західно окраїна селища, правий берег р. Іква | Кінець ІІ тис. до н. е. |
| 504     | Поселення тшинецько-комарівської культури, могилянської групи раннього залізного часу та давньоруське                                                          | 1                               | смт. Млинів, південно-західна окраїна селища, схил першої надзаплавної тераси правого берега р. Іква                                                                                       | XV-ХІІ ст. до н. е., VII-V ст. до н. е., ХІ-ХІІІ ст. |
| 505     | Поселення тшинецько-комарівської культури | 1                               | смт. Млинів, південно-західна окраїна селища, на північ від зооведтехнікуму, схил першої надзаплавної тераси лівого берега р. Іква                                                         | XV-ХІІ ст. до н. е. |
| 506     | Поселення, стжижовської культури та могилянської групи пам'яток раннього залізного часу                                                                        | 1                               | смт. Млинів, біля автотранспортного підприємства, мис першої надзаплавної тераси правого берега р. Іква                                                                                    | Кінець ІІ тис. до н. е., VII-V ст. до н. е. |
| 507     | Поселення тшинецько-комарівської культури, могилянської групи раннього залізного часу та давньоруське                                                          | 1                               | смт. Млинів, південно-західна окраїна селища, біля території маслозаводу, схил першої надзаплавної тераси правого берега р. Іква                                                           | XV-ХІІ ст. до н. е., VII-V ст. до н. е., ХІ-ХІІІ ст. |
| 508     | Поселення доби бронзи, давньоруське | 1                               | смт. Млинів, між шляхами Млинів-Муравиця, Млинів-Демидівка | ІІ тис. до н. е., Х-ХІІІ ст. |
| 509     | Поселення комарівської культури | 1                               | смт. Млинів, біля Млинівської ГЕС | XVI-ІХ ст. до н. е. |
| 510     | Поселення черняхівської культури | 1                               | смт. Млинів, біля колишнього села Муравиця | ІІ ст. |
| 511     | Поселення слов'янське | 1                               | смт. Млинів, біля села Муравиця | VI-VII ст. |
| 512     | Поселення слов'янське та давньоруське | 1                               | смт. Млинів, на схід від хутора Корморадгосп | VI-VII ст., ХІ-ХІІІ ст. |
| 513     | Поселення давньоруське | 1                               | смт. Млинів, північний захід від хут. Корморадгосп | ХІ-ХІІІ ст. |
| 514     | Поселення давньоруське | 1                               | смт. Млинів, північно-східна частина селища | ХІ-ХІІІ ст. |
| 515     | Поселення пізньопалеолітичне, городоцько-здовбицької культури та давньоруське                                                                                  | 1                               | село Аршичин, біля ферми, західна окраїна села | XXXV-ХІ тис. років, друга пол. ІІІ-перша пол. ІІ тис. до н. е., ХІ-ХІІІ ст.                                                                             |
| 516     | Поселення стжижовської, комарівської, черняхівської культур та давньоруське                                                                                    | 1                               | село Аршичин, біля хутора Пекалів, 1,5 км на північний захід | XVIII-XVI ст. до н. е., XVI-ІХ ст. до н. е., ІІ ст., ХІ-ХІІІ ст.                                                                                        |
| 517     | Поселення стжижовської та комарівської культур | 1                               | село Аршичин, урочище «Шабора» | XVII-XVI ст. до н. е., XVI-ІХ ст. до н. е. |
| 518     | Майстерня по обробці кремнію | 1                               | село Аршичин, 3 км на північний захід, мис першої надзаплавної тераси лівого берега р. Іква                                                                                                | Друга чверть ІІ тис. до н. е. |
| 519     | Поселення | 1                               | село Аршичин, північно-східна окраїна села, урочище «Новини», схил першої надзаплавної тераси лівого берега р. Іква                                                                        | XV-ХІІ ст. до н. е. |
| 520     | Поселення | 1                               | село Аршичин, 2,5 км на північний захід від села, урочище «Висока Гора», мис першої надзаплавної тераси лівого берега р. Іква                                                              | Середня та друга пол. ІІІ тис. до н. е., остання чверть ІІІ-перша чверть ІІ тис. до н. е., XV-ХІІ ст. до н. е., ІІ-IV ст., ХІ-ХІІІ ст.                  |
| 521     | Поселення, мезолітичне, тшинецько-комарівської культури | 1                               | село Баболики, 0,5 км на схід від села, мис першої надзаплавної тераси лівого берега р. Іква                                                                                               | ІІ-ІІІ тис. до н. е., Х-VI тис. р., XVI-ІХ ст. до н. е.                                                                                                 |
| 522     | Поселення тшинецько-комарівської культури та давньоруське | 1                               | село Баболоки, 1 км на південний схід від села, мис першої надзаплавної тераси лівого берега р. Іква                                                                                       | XV-ХІІ ст. до н. е., ХІ-ХІІІ ст. |
| 523     | Поселення черняхівської культури та давньоруське | 1                               | село Береги, північних схід від села, плато першої надзаплавної тераси лівого берега р. Іква, урочище «Підхвороща»                                                                         | ІІ-IV ст., ХІ-ХІІІ ст. |
| 524     | Поселення черняхівське та давньоруське | 1                               | село Бокійма, біля ставка | ІІ ст. ХІ-ХІІІ ст. |
| 525     | Поселення давньоруське | 1                               | село Бокійма, центр села | ХІ-ХІІІ ст. |
| 526     | Селище | 1                               | село Бокійма, центр села | ХІ-ХІІІ ст. |
| 527     | Поселення, городище та селище давньоруське | 2                               | село Боремець, ур «Боремельський яр» | ХІ-ХІІІ ст. |
| 528     | Городище, поселення давньоруське | 2                               | село Боремець, біля церкви | Х-ХІІІ ст. |
| 529     | Курганна група | 13                              | село Боремець, 1,5 км на південь, у лісі | |
| 530     | Курганний могильник | 3                               | село Велике, південно-західна окраїна | ХІ-ХІІІ ст. |
| 531     | Курган | 1                               | село Вичавка, біля школи | |
| 532     | Поселення мезолітичне та тшинецько-комарівської культури | 1                               | село Вовничі, 1,5 км на північний-схід | Х-VI тис. р., XVI-ІХ ст. до н. е. |
| 533     | Поселення тшинецько-комарівської культури | 1                               | село Вовничі, 0,5 км на північний схід від села, мис першої надзаплавної тераси лівого берега р. Іква                                                                                      | XV-ХІІ ст. до н. е. |
| 534     | Поселення трипільської, тшинецько-комарівської культури та давньоруське                                                                                        | 1                               | село Войниця, північна окрїна села, урочище «Рудка», мис першої надзаплавної тераси лівого берега р. Іква                                                                                  | 2 пол. ІІІ тис. до н. е., XV-ХІІ ст. до н. е., ХІ-ХІІІ ст.                                                                                              |
| 535     | Поселення мезолітичне та тшинецько-комарівської культури | 1                               | село Войниця, 1 км на південний схід | Х-VI тис. р., XVI-ІХ ст. до н. е. |
| 536     | Поселення доби ранньої бронзи та давньоруське | 1                               | село Войниця, 0,5 км на схід, урочище Попівщина" | XVIII-XVI ст. до н. е., Х-ХІІ ст. |
| 537     | Поселення стжижовської культури | 1                               | село Добрятин, 0,5 км на південь від села | XVIII-XVI ст. до н. е. |
| 538     | Поселення тшинецько-комарівської та черняхівської культур | 1                               | село Добрятин, західна окраїна села, схил першої надзаплавної тераси правого берега р. Іква                                                                                                | XVI-ІХ ст. до н. е. |
| 539     | Поселення пізньопалеолітичне | 1                               | село Коблин, північно-східна окраїна села, підвищення у заплаві правого берега р. Іква | XXXV-ХІ тис. р. |
| 540     | Поселення, городоцько-здовбицька, тшинецько-комарівська культура, могилянська група раннього залізного часу                                                    | 1                               | село Коблин, північно-західна окраїна села, мис першої надзаплавної тераси правого берега р. Іква                                                                                          | Кін. ІІІ- поч. ІІ тис. до н. е., XV-ХІІ ст. до н. е., VII-V ст. до н. е.                                                                                |
| 541     | Поселення давньоруське | 1                               | село Коблин, північно-східна окраїна села, схил першої надзаплавної тераси правого берега р. Іква                                                                                          | ХІ-ХІІІ ст. |
| 542     | Поселення енеолітичне та доби бронзи | 1                               | село Коблин, біля кладовища | IV-ІІІ тис. до н. е., XVIII-VIII ст. до н. е. |
| 543     | Городище | 1                               | село Коблин, урочище «Кемпа» | Х-ХІІІ ст. |
| 544     | Селище давньоруське | 1                               | село Коблин, урочище «Пастовин» | Х-ХІІІ ст. |
| 545     | Культурний шар та оборонні споруди | 1                               | село Коблин, на території села | ХІ-ХІІІ ст., XVI-XVII ст. |
| 546     | Поселення | 1                               | село Косарево, північно-східна окраїна села, схил першої надзаплавної тераси лівого берега р. Серники                                                                                      | XV-ХІІ ст. до н. е. |
| 547     | Поселення, тшинецько-комарівська культура та давньоруська | 1                               | село Красне, 0,3 км на північ від села, мис першої надзаплавної тераси правого берега р. Стир                                                                                              | XV-ХІІ ст. до н. е., ХІ-ХІІІ ст. |
| 548     | Поселення, тшинецько-комарівська культура та давньоруська | 1                               | село Красне, 1,7 км на південний захід від села, схил правого берега р. Стир | XV-ХІІ ст. до н. е., ХІ-ХІІІ ст. |
| 549     | Курганний могильник | 1                               | село Красне, урочище «Монастирек» | Х-ХІІ ст. |
| 550     | Поселення стжижовської, тшинецько-комарівської, черняхівської культур, та давньоруське                                                                         | 1                               | село Красне, 3 км на південь від села, мис першої надзаплавної тераси правого берега р. Стир                                                                                               | Друга чверть ІІ тис. до н. е., XV-ХІІ ст. до н. е., ІІ-IV ст., ХІ-ХІІІ ст.                                                                              |
| 551     | Поселення, тшинецько-комарівська культура | 1                               | село Лихачівка, північна окраїна, заплава р. Стир, підвищення | XV-ХІІ ст. до н. е. |
| 552     | Поселення, тшинецько-комарівська культура та давньруське | 1                               | село Лихачівка, 1 км на захід від села, мис першої надзаплавної тераси правого берега р. Стир                                                                                              | XV-ХІІ ст. до н. е., ХІ-ХІІІ ст. |
| 553     | Поселення, тшинецько-комарівська та черняхівська культури | 1                               | село Лихачівка, східна окраїна села, кінець схилу другої надзаплавної тераси лівого берега р. Стир                                                                                         | XV-ХІІ ст. до н. е., ІІ-IV ст. |
| 554     | Поселення | 1                               | село Малі Дорогостаї, 0,7 км на південь від села, урочище «Гайок», мис першої надзаплавної тераси лівого берега р. Липки                                                                   | ІХ-VI тис. до н. е., друга пол. V тис. до н. е. |
| 555     | Поселення | 1                               | село Малі Дорогостаї, 1 км на південь від села, схил правого берега р. Липки | XV-ХІІ ст. до н. е., VII-V ст. до н. е. |
| 556     | Поселення пізньопалеолітичне | 1                               | село Мантин, 0,5 км на південний захід від села, мис першої надзаплавної тераси лівого берега р. Липки                                                                                     | ІХ-VI тис. до н. е. |
| 557     | Поселення, доба мезоліта, культур лінійнострічкової кераміки, кулястих амфор, тшинецько-комарівської, лежницької групи раннього залізного часу та давньоруське | 1                               | село Межиріччя, 2,5 км на південний захід від села, мис першої надзаплавної тераси правого берега р. Стир                                                                                  | ІХ-VI тис. до н. е., кінець V- початок IV тис. до н. е., кінець ІІІ тис. до н. е., XV-ХІІ ст. до н. е., VII-V ст. до н. е., ХІ-ХІІІ ст.                 |
| 558     | Поселення культур лінійно-стрічкової кераміки, тшинецько-комарівської та давньоруського часу                                                                   | 1                               | село Межиріччя, західна окраїна села, плато першої надзаплавної тераси правого берега р. Стир                                                                                              | V- поч. IV тис. до н. е., XVI-ІХ ст. до н. е., ХІ-ХІІІ ст.                                                                                              |
| 559     | Поселення тшинецько-комарівська культура та давньоруська | 1                               | село Межиріччя, північна окраїна села, мис першої надзаплавної тераси лівого берега р. Тишиці, біля ферми                                                                                  | XV-ХІІ ст. до н. е., ХІ-ХІІІ ст. |
| 560     | Поселення лежницької групи ранньозалізного часу | 1                               | село Межиріччя, 1,5 км на південь від села, на плато першої надзаплавної тераси правого берега р. Стир                                                                                     | VII-V ст. до н. е. |
| 561     | Поселення |                                 | село М'ятин | VII-ІХ ст. |
| 562     | Поселення, доба мезоліта, городоцько-здовбицька культури, шнурової кераміки та давньоруського часу                                                             | 1                               | село Нове, західна окраїна села, урочище «Плесо», мис першої надзаплавної тераси правого берега р. Стир                                                                                    | ІХ-VI тис. до н. е., кін. ІІІ-поч. ІІ тис. до н. е., ХІ-ХІ ст.                                                                                          |
| 563     | Поселення стжижовської культури | 1                               | село Новини | XVIII-XVI ст. до н. е. |
| 564     | Поселення | 1                               | село Озліїв, південна окраїна села, урочище «Кружки», мис першої надзаплавної тераси правого берега р. Іква                                                                                | ІХ-VI тис. до н. е., кін. ІІ тис. до н. е., XV-ХІІ ст. до н. е., кін. ІІІ тис. до н. е., ХІ-ХІІІ ст.                                                    |
| 565     | Крем'яні копі | 1                               | село Озліїв, 0,5 км на південний захід від села | ІІ та поч. І тис. до н. е. |
| 566     | Поселення стжижовської культури та давньоруського часу | 1                               | село Озліїв, східна окраїна села, мис першої надзаплавної тераси правого берега р. Іква | Кін. ІІ тис. до н. е., ХІ-ХІІІ ст. |
| 567     | Стоянка | 1                               | село Озліїв, західна окраїна села, плато правого берега р. Іква | ІХ-VI тис. до н. е. |
| 568     | Поселення, доба мезоліта, трипільська, стжижовська культури та давньоруський час                                                                               | 1                               | село Остріїв, північно-західна окраїна села, мис першої надзаплавної тераси правого берега р. Іква                                                                                         | ІХ-VI тис. до н. е., кін. ІІІ тис. до н. е., кін. ІІ тис. до н. е., ХІ-ХІІІ ст.                                                                         |
| 569     | Поселення, стжижовська культура, могилянська група раннього залізного часу та давньоруського часу                                                              | 1                               | село Остріїв, західна окраїна села, біля кладовища, мис першої надзаплавної тераси правого берега р. Іква                                                                                  | Кін. ІІ тис. до н. е., VII-V ст. до н. е., ХІ-ХІІІ ст.                                                                                                  |
| 570     | Поселення раннього залізного часу та давньоруське | 1                               | село Остріїв, садиба Шатаченко | VII-V ст. до н. е., ХІ-ХІІІ ст. |
| 571     | Замок | 1                               | село Острожець | XVI-XVII ст. |
| 572     | Поселення стжижовської, комарівської, милоградівської культур та давньоруське                                                                                  | 1                               | село Перевердів, 1 км на північний схід від села, урочище «Лагори» | XVIII-XVI ст. до н. е., XVIIX ст. до н. е., VI ст. до н. е.-І ст. н. е., ХІ-ХІІІ ст.                                                                    |
| 573     | Поселення | 1                               | село Перевердів, 0,5 км на північний схід від села, мис першої надзаплавної тераси лівого берега                                                                                           | XV-ХІІ ст. до н. е., ХІ-ХІІІ ст. |
| 574     | Поселення тшинецько-комарівської культури | 1                               | село Перемилівка, південно-східна окраїна біля ставка | XV-ХІІ ст. до н. е. |
| 575     | Поселення мезолітичне | 1                               | село Перемилівка, 1,8 км на схід від села, мис другої надзаплавної тераси правого берега р. Серники                                                                                        | ІХ-VI тис. до н. е. |
| 576     | Поселення комарівської, пшеворської, черняхівської культур | 1                               | село Перемилівка, урочище «Перемилля», на двох горбах, північна окраїна села, лівий берег р. Козулька                                                                                      | ІХ-ХІІІ ст. |
| 577     | Городище та селище | 2                               | село Петушків, 0,5 км на північний захід, урочище «Замковисько» | Х-ХІ ст. |
| 578     | Поселення стжижовської культури | 1                               | село Підгайці, північно-західна окраїна села, перша надзаплавна тераса правого берега р. Іква, урочище «Перелоги»                                                                          | Кін. ІІ тис. до н. е. |
| 579     | Поселення культур городоцько-здовбицької, шнурової кераміки, черняхівської та давньоруського часу                                                              | 1                               | село Підгайці, південно-західна окраїна села, мис першої надзаплавної тераси правого берега р. Іква                                                                                        | Кін. ІІІ-поч. ІІ тис. до н. е., ІІ-IV ст., ХІ-ХІІІ ст.                                                                                                  |
| 580     | Курган | 1                               | село Підгайці, північно-західна частина села, ліворуч шляху Дубно-Млинів | |
| 581     | Поселення доба мезоліта, тшинецько-комарівська, поморська культури та давньоруський час                                                                        | 1                               | село Підлісці, 1,5 км на південь від села, мис першої надзаплавної тераси правого берега р. Стир                                                                                           | ІХ-VI тис. до н. е., XV-ХІІ ст. до н. е., кін. IV-ІІ ст. до н. е., ХІ-ХІІІ ст.                                                                          |
| 582     | Поселення тшинецько-комарівська, черняхівська култури, давньоруський час                                                                                       | 1                               | село Підлісці, 0,3 км на південний схід від села, урочище «Чеські могили», мис першої надзаплавної тераси правого берега р. Стир                                                           | XV-ХІІ ст. до н. е., ІІ-IV ст., ХІ-ХІІІ ст. |
| 583     | Поселення, доба мезоліта, тшинецько-комарівська культура та давньоруський час                                                                                  | 1                               | село Підлісці, північно-східна окраїна села, мис першої надзаплавної тераси лівого берега р. Стир, біля ферми                                                                              | ІХ-VI тис. до н. е., XV-ХІІ ст. до н. е., ХІ-ХІІІ ст.                                                                                                   |
| 584     | Поселення, доба мезоліта, тшинецько-комарівська культура та давньоруський час                                                                                  | 1                               | село Підлозці, 1,2 км на північ від села, схили берегів гирла безіменного струмка | ІХ-VI тис. до н. е., XV-ХІІ ст. до н. е., ХІ-ХІІІ ст.                                                                                                   |
| 585     | Поселення культури шнурової кераміки | 1                               | село Посників, північно-східна окраїна біля шляху по село Довгошиї | культура шнурової кераміки |
| 586     | Поселення, милоградська культура та давньоруський час | 1                               | село Радів, північно-східна окраїна, схил лівого берегар. Стубли, біля ставка | VI-ІІІ ст. до н. е., ХІ-ХІІІ ст. |
| 587     | Поселення тшинецько-комарівської культури | 1                               | село Рудливе, північна окраїна села, мис першої надзаплавної тераси лівого берега р. Іква                                                                                                  | XV-ХІІ ст. до н. е. |
| 588     | Поселення тшинецько-комарівська культура та давньоруський час                                                                                                  | 1                               | село Ставрів, 1 км на схід від села, мис першої надзаплавної тераси правого берега р. Стир, праворуч шляху Ставрів-Торговиця                                                               | XV-ХІІ ст. до н. е., ХІ-ХІІІ ст. |
| 589     | Поселення тшинецько-комарівська культура та давньоруський час                                                                                                  | 1                               | село Ставрів, на території села, урочище «Перекладовичі», біля ферми | XV-ХІІ ст. до н. е., ХІ-ХІІІ ст. |
| 590     | Поселення, доба мезоліта, трипільська культура та давньоруський час                                                                                            | 1                               | село Ставрів, 0,8 км на південний схід від села, урочище «Кальнятичи», мис першої надзаплавної тераси правого берега р. Стир                                                               | ІХ-VI тис. до н. е., кін. ІІІ тис. до н. е., ХІ-ХІІІ ст.                                                                                                |
| 591     | Поселення мезолітичне та тшинецько-комарівської культури | 1                               | село Топілля, 0,5 км на південь від села, мис першоїнадзаплавної тераси лівого берега р. Стир                                                                                              | ІХ-VI тис. до н. е., XV-ХІІ ст. до н. е. |
| 592     | Поселення | 1                               | село Торговиця, 1 км на південний схід від села, плато першої надзаплавної тераси правого берега р. Іква                                                                                   | Кін. ІІ тис. до н. е. |
| 593     | Поселення черняхівської культури | 1                               | село Торговиця, південно-східна окраїна села, праворуч шляху Торговиця-Млинів | ІІ-IV ст. |
| 594     | Городище | 1                               | село Торговиця, західна окраїна села, урочище «Замок» | Х-ХІІІ ст. |
| 595     | Поселення стжижовська та тшинецько-комарівська культура | 1                               | село Тушебин, південно-східна окраїна села, урочище «Бимбери», схили берегів гирла безіменного струмка                                                                                     | Кін. ІІ тис. до н. е., XV-ХІІ ст. до н. е. |
| 596     | Городище давньоруське | 1                               | село Яловичі, південно-західна окраїна | ХІ-ХІІІ ст. |
| 597     | Селище | 1                               | село Яловичі, урочище «Круча» | Х-ХІ ст. |
| 598     | Селище | 1                               | село Яловичі, на південь від ферми | Х-ХІ ст. |
| 599     | Курган | 1                               | село Яловичі, у заплаві р. Тишиця | |
| 600     | Поселення мезолітичне, трипільське | 1                               | село Ярославичі, 0,7 км на північ від села, урочище «Берег» | ІХ-VI тис. до н. е., ІІІ тис. до н. е. |
| 601     | Селище давньоруське | 1                               | село Ярославичі, урочище «Замок» | Х-ХІІІ ст. |
| 602     | Городище | 1                               | село Ярославичі, урочище «Замок» | Х-XVI ст. |
| 603     | Курганний могильник | 15                              | село Озліїв, на кладовищі | Х-ХІ ст. |
| 604     | Курган | 1                               | село Підгайці, в центрі села, на правому березі струмка | |
| 605     | Культурний шар на території садиби | 1                               | смт. Млинів, вул. Франка | Доба пізнього середньовіччя XVIII ст. |
|         | Острозький район |                                 | | |
| 606     | Поселення | 1                               | місто Острог, східна окраїна, Нове містечко | Кін. ІІІ-поч. ІІ тис. до н. е., VII-V ст. до н. е. |
| 607     | Поселення лендельська, комарівська, могилянська група ранньозалізного часу, черняхівська культура                                                              | 1                               | місто Острог, південна частина міста, лівий берег р. Вілія, урочище «Старий плаж» | ІІІ тис. до н. е., XV-ХІІ ст. до н. е., VII-V ст. до н. е., ІІ-IV ст.                                                                                   |
| 608     | Поселення комарівської культури та могилянської групи ранньозалізного часу                                                                                     | 1                               | місто Острог, 0,5 км від міста, лівий берег р. Вілія, урочище «Старий пляж» | XVI-ІХ ст. до н. е., VII-V ст. до н. е. |
| 609     | Городище літописного міста Острога м. | 1                               | Острог, вул. Замкова | Х-ХІІІ ст. |
| 610     | Поселення тшинецько-комарівської культури | 1                               | село Вільбівне, південно-західна окраїна | XVI-ХІІ ст. до н. е. |
| 611     | Поселення культури шнурової кераміки, східно-тшинецька культура                                                                                                | 1                               | село Батьківці, 1 км на північ | XVI-ІХ ст. до н. е. |
| 612     | Поселення доби бронзи | 1                               | село Верхів, 0,3 км на схід, заплава правого берега р. Устя | ІІ тис. до н. е. |
| 613     | Поселення | 1                               | село Верхів, 0,3 км на схід, північно-східна окраїна села, урочище «Торгівля» | Кін. ІІІ-поч. ІІ тис. до н. е., XV-ХІІ ст. до н. е., ІІ-IV ст.                                                                                          |
| 614     | Курганний могильник городоцько-здовбицької культури городище, селище                                                                                           | 7                               | село Верхів, 1,5 км на захід від села, біля Гульчанських хуторів | Кін. ІІІ-поч. ІІ тис. до н. е. |
| 615     | Поселення могилянська група | 1                               | село Верхів, північна окраїна села, схили правого | VII-V ст. до н. е., ІІ-IV ст. |
|         | ранньозалізного часу, черняхівська культура |                                 | берега річки | |
| 616     | Поселення тшинецько-комарівської культури | 1                               | село Вілія, південно-західна окраїна села, територія колишнього хутора Закоти | XV-ХІІ ст. до н. е. |
| 617     | Поселення городоцько-здовбицької культури, ранньозалізного часу та давньоруське                                                                                | 1                               | село Волосківці, на південь від хутора Сутець | Кін. ІІІ-поч. ІІ тис. до н. е., VII-V ст. до н. е., ХІ-ХІІІ ст.                                                                                         |
| 618     | Поселення | 1                               | село Ілляшівка, 0,3 км на північний захід, схил першої надзаплавної тераси правого берега р. Збитинки                                                                                      | Кін. ІІІ тис. до н. е., XV-ХІІ ст. до н. е., VII-V ст. до н. е., ХІ-ХІІІ ст.                                                                            |
| 619     | Поселення стжижовська кульутра | 1                               | село Кураж, південно-західна окраїна села, гирло безіменного струмка | Кін. ІІ тис. до н. е. |
| 620     | Поселення лендельської, трипільської культури, городоцько-здовбицька, шнурова кераміка, могилянська група ранньозалізного часу та давньоруська                 | 1                               | село Кургани, 0,6 км на захід від села, заплава правого берега р. Горинь | ІІІ тис. до н. е., кін. ІІІ тис. до н. е., поч. ІІ тис. до н. е., VII-V ст. до н. е., ХІ-ХІІ ст.                                                        |
| 621     | Поселення тшинецько-комарівська, милоградська, могилянська група ранньозалізного часу                                                                          | 1                               | село Кургани, 0,5 км на південний схід, урочище «Кінські могили» | XV-ХІІ ст. до н. е., VI-ІІІ ст. до н. е., VII-V ст. до н. е.                                                                                            |
| 622     | Поселення тшинецько-комарівської культури | 1                               | село Кургани, урочище «Високий берег», перша надзаплавна тераса правого берега р. Горинь                                                                                                   | XV-ХІІ, VII-V ст. до н. е. |
| 623     | Поселення та курганний могильник | 2                               | с Кургани, північно-східна окраїна села, урочище «Копань» | XV-ХІІ ст. до н. е. |
| 624     | Курганний могильник | 2                               | село Кургани, південно-східна окраїна, перша надзаплавна тераса правого берега р. Горинь, урочище «Кінські могили»                                                                         | XV-ХІІ, VI-ІІІ ст. до н. е. |
| 625     | Поселення комарівської культури, могилянської групи ранньозалізного часу                                                                                       | 1                               | село Лючин, 0,5 км на південний захід від села, правий берег р. Збитенки | ІІІ тис. до н. е. |
| 626     | Поселення трипільське, комарівське, могилянської групи | 1                               | село Лючин, 300 м на південний захід, заплава лівого берега р. Збитенки | Кін. ІІІ тис., XV-ХІІ ст., VII-V ст. до н. е. |
|         | ранньозалізного часу |                                 | | |
| 627     | Селище | 1                               | село Лючин, східна околиця села | ХІІ-ХІІІ ст. |
| 628     | Поселення лінійно-стрічкова, трипільська, городоцько-здовбицька, могилянська група ранньозалізного часу, черняхівська культури                                 | 1                               | село Лючин, південно-східна околиця села, урочище «Роз'їзди» | Кін. V-поч. IV, кін. ІІІ тис. до н. е., ІІ-IV ст. |
| 629     | Поселення лендельська, шнурової культури, ранньозалізного часу, черняхівська культури                                                                          | 1                               | село Межиріч, західна околиця, урочище «Попівщина», правий берег р. Збитинки | ІІІ-І тис. до н. е., ІІ-IV ст. |
| 630     | Поселення культури: трипільська, комарівська, кулястих амфор, могилянська група ранньозалізного часу                                                           | 1                               | село Межиріч, 1 км від західної околиці, урочище «Попівщина-2» | ІІІ-ІІ тис., VII-V ст. до н. е. |
| 631     | Кургани | 5                               | село Межиріч, 1,5 км, урочище «Попівщина-3» | |
| 632     | Поселення трипільська, кулястих амфор, шнурової кераміки, комарівська, могилянська група ранньтозалізного часу, давньоруська культура                          | 1                               | село Межиріч, східна околиця села, урочище «Штани» | ІІІ-ІІ тис. до н. е., VII-V ст. до н. е., ХІІ-ХІІІ ст.                                                                                                  |
| 633     | Поселення могилянська група ранньозалізного часу та поморська культури                                                                                         | 1                               | село Межиріч, південно-східна околиця хут. Бор, урочище «Піщаний кар'єр» | VII-V ст. до н. е., кін. IV-ІІ ст. до н. е. |
| 634     | Поселення тшинецько-комарівської культури | 1                               | село Межиріч, західна околиця села, перша надзаплавна тераса правого берега р. Збитинки, урочище «Підварки»                                                                                | XV-ХІІ ст. до н. е. |
| 635     | Городище | 1                               | село Мижиріч, центр села та територія монастиря | ХІ-ХІІІ ст., XIV-XVI ст. |
| 636     | Поселення тшинецько-комарівської культури | 1                               | село Милятин | XV-ХІІ ст. до н. е. |
| 637     | Поселення трипільської, кулястих амфор, шнурової кераміки, комарівської культур, могилянської групи ранньозалізного часу та                                    | 1                               | село Могиляни, урочище «Кар'єр», північно-східна околиця села | ІІІ тис. до н. е., XVI-ІХ ст. до н. е., VII-V ст. до н. е., ХІ-ХІІІ ст.                                                                                 |
|         | давньоруське |                                 | | |
| 638     | Поселення городоцько-здовбицької культури та шнурової кераміки                                                                                                 | 1                               | село Могиляни, західна околиця села, підвищення правого берега р. Горинь | Кін. ІІІ-початок ІІ тис. до н. е. |
| 639     | Могильник | 1                               | село Могиляни, урочище «Хмельник» | Кін. ІІІ-початок ІІ тис. до н. е., друга пол. ІІ тис. до н. е.                                                                                          |
| 640     | Поселення | 1                               | село Могиляни, північна околиця села, схил правого берега безіменного стумка, урочище «Поширки»                                                                                            | ІІІ тис. до н. е., друга пол. ІІІ тис. до н. е. |
| 641     | Могильник тшинецько-комарівської культури | 1                               | село Могиляни, на захід від школи | XV-ХІІ ст. до н. е. |
| 642     | Могильник | 1                               | село Могиляни, центр села, підвищення | VII-V ст. до н. е., і ст. до н. е., ІІ ст. н. е. |
| 643     | Поселення пізньотрипільське | 1                               | село Мощаниця, східна околиця | |
| 644     | Поселення шнурової кераміки, комарівської культури та ранньозалізного часу                                                                                     | 1                               | село Мощаниця, 0,5 км від села, біля дороги до село Могиляни | XVI-ІХ ст. до н. е. |
| 645     | Поселення могилянської групи ранньозалізного часу | 1                               | село Мощаниця, 0,3 км на захід | могилянська група ранньозалізного часу |
| 646     | Поселення ранньозалізного часу | 1                               | село Мощаниця, урочище «Кар'єр» | ранньозалізний час |
| 647     | Поселення пізньотрипільської культури | 1                               | село Новомалин, біля ферми | пізньотрипільська культура |
| 648     | Поселення пізньотрипільської та комарівської культур | 1                               | село Новомалин, 1,5 км на захід | XVI-ІХ ст. до н. е. |
| 649     | Поселення комарівської культури | 1                               | село Новомалин, урочище «Подобанка» | XVI-ІХ ст. до н. е. |
| 650     | Городище та селище | 2                               | село Розваж, урочище «Монастирок» | ХІ-ХІІІ ст. |
| 651     | Поселення тшинецько-комарівської культури | 1                               | село Слобідка, південно-східна околиця | XVI-ІХ ст. до н. е. |
| 652     | Поселення ранньозалізного часу | 1                               | село Стадники, урочище «Окип» | ранньозалізний час |
| 653     | Городище | 1                               | село Теремне, 1 км на південь | Х-ХІІІ ст.. |
| 654     | Поселення пізньотрипільське, скіфського часу |                                 | село Точевики | Друга пол. VII-поч. ІІІ ст. до н. е. |
| 655     | Городище | 1                               | село Точевики, у км на захід | Х-ХІІІ ст. |
| 656     | Поселення трипільської, городоцько-здовбицької, комарівської, милоградської та зарубинецької культур                                                           | 1                               | село Хорів, урочище «Підлужжя» | Кін. ІІІ-поч. ІІ тис. до н. е., XVI-ІХ ст. до н. е., VI-І ст. до н. е., І ст. до н. е.-І ст. н. е.                                                      |
| 657     | Поселення лендельської, городоцько-здовбицької, комарівської культур, могилянської групи ранньозалізного часу                                                  | 1                               | село Хорів, 3 км на північний схід, урочище «Дубове» | IV-ІІІ тис. до н. е., ІІІ-ІІ тис. до н. е., XVI-ІХ ст. до н. е., VII-V ст. до н. е.                                                                     |
| 658     | Поселення лендельської, трипільської, городоцько-здовбицької, комарівської культур, могилянської групи ранньозалізного часу                                    | 1                               | село Хорів, 3 км на північний схід, урочище «Ожогоща» | IV-ІІІ тис. до н. е., ІІІ-ІІ тис. до н. е., XVI-ІХ ст. до н. е., VII-V ст. до н. е.                                                                     |
| 659     | Поселення лендельської, трипільської, городоцько-здовбицької, комарівської культур, ранньозалізного часу, давньоруське                                         | 1                               | село Хорів, 3 км на північний схід, урочище «Поляна» | IV-ІІІ тис. до н. е., ІІІ-ІІ тис. до н. е., XVI-ІХ ст. до н. е., VII-V ст. до н. е., ХІ-ХІІІ ст.                                                        |
| 660     | Поселення пам'яток типа Луки-Райковецька та давньоруське | 1                               | село Хорів, південно-східна околиця | VI-VII ст., ХІ-ХІІІ ст. |
| 661     | Поселення давньоруське | 1                               | село Хорів, 200 м від школи | ХІ-ХІІІ ст. |
| 662     | Поселення | 1                               | місто Острог на території замку, в межах укріплень середньовічного міста (до Луцької брами та Татарської башти)                                                                            | ХІ-XVII ст. |
| 663     | Культурний шар м. Острог | 1                               | місто Острог, вул. Незалежності | ХІ-ХІІІ ст. |
| 664     | Городище та селище | 2                               | село Верхів, урочище «Замок», 0,5 км на південний схід від церкви | Х-ХІІІ ст. |
| 665     | Група курганів | 3                               | село Межиріч, 1,5 км на південний захід, урочище «Попівщина» | |
| 666     | Поселення | 1                               | село Грем'яче, північний берег ставу | ІІ тис. до н. е. |
| 667     | Поселення | 1                               | село Грим'яче на північному березі ставу | Ранній залізний вік, доба бронзи |
| 668     | Культурний шар на території | 1                               | село Новомалин | Доба середньовіччя XIV-XV ст. |
|         | зруйнованого замку |                                 | | |
| 669     | Культурний шар на території колишнього замку | 1                               | село Сіянці | Доба пізнього середньовіччя XVIII ст. |
| 670     | Культурний шар на території Троїцького монастиря-крепості і міської брами                                                                                      | 1                               | село Межиричі | Доба середньовіччя XV ст. |
|         | Радивилівський район |                                 | | |
| 671     | Поселення мезолітичне | 1                               | село Баранне, 1 км на південь, урочище «Крупецьке» | VI-IV тис. до н. е. |
| 672     | Поселення культури гребінчасто-накольчастої кераміки | 1                               | село Баранне, 1,5 км на південний захід | IV-ІІІ тис. до н. е. |
| 673     | Поселення культури гребінчасто-накольчастої кераміки | 1                               | село Баранне, 0,1 км на південь, урочище «Лиса Гора» | IV-ІІІ тис. до н. е. |
| 674     | Поселення доби бронзи-міді, та давньоруське | 1                               | село Баранне, 1 км на південь, берег річки | Х-ХІ ст. |
| 675     | Поселення мезолітичне та ранньозалізного часу (висоцька культура)                                                                                              | 1                               | село Гаї-Лев'ятинські, 1 км на північ, урочище «Стара баба» | V-IV тис. до н. е., ІХ-VI ст. до н. е. |
| 676     | Поселення мезолітичне | 1                               | село Гаї-Лев'ятинські, 0,5 км на північ, урочище «Висока Гора» | V-IV тис. до н. е. |
| 678     | Поселення 6ранньозалізного часу | 1                               | село Гаї-Лев'ятинські, 0,2 км на схід | V-VI ст. до н. е. |
| 679     | Поселення доби бронзи | 1                               | село Добривода, урочище «Острів» | XVIII-VIII ст. до н. е. |
| 680     | Курган | 1                               | село Добривода, урочище «Могила» | Кін. ІІІ- поч. ІІ тис. до н. е. |
| 681     | Курган | 1                               | село Довгалівка, урочище «Під могилою» | |
| 682     | Поселення черняхівської культури | 1                               | село Іванівка, урочище «Біля криничок» | ІІ-IV ст. до н. е. |
| 683     | Поселення комарівської культури | 1                               | село Коритне, біля церкви | ІІ тис. до н. е. |
| 684     | Поселення черняхівської культури | 1                               | село Коритне, 2 км на північ | ІІ-IV ст. до н. е. |
| 685     | Поселення доби міді, бронзи | 1                               | село Коритне, хут. Зарваниця | XVIII-VIII ст. до н. е. |
| 686     | Поселення мезолітичне | 1                               | село Острів, 0,5 км на північний схід, біля хутора Циганівка | VIII-IV ст. до н. е. |
| 687     | Поселення лендельської та стжижовської культур | 1                               | село Острів, урочище «Попів горб» | IV-ІІІ тис. до н. е., XVIII-XVI ст. до н. е. |
| 688     | Поселення скіфського часу | 1                               | село Перенятин, 1 км на захід від села, лівий берег р. Слонівка | VII-IV ст. до н. е. |
| 689     | Селище | 1                               | село Перенятин, 500 м на північний захід | Х-ХІІІ ст. |
| 690     | Замок | 1                               | село Перенятин, центр села | XVI-XVIII ст. |
| 691     | Поселення мезолітичне | 1                               | село Пляшева, урочище «Білі Яри» | ІХ-VIII тис. до н. е. |
| 692     | Поселення висоцької культури | 1                               | село Полуничне, західна окраїна | ІХ-VII ст. до н. е. |
|         | Рокитнівський район |                                 | | |
| 693     | Поселення дніпро-донецької культури | 1                               | село Блажове, 4 км на північний схід від села, заплава правого берега р. Ствига, урочище «Москалиха»                                                                                       | Кін. ІІ тис. джо н. е. |
| 694     | Стоянка мезолітична та неолітична | 1                               | село Блажове, 2 км на північний схід від села, урочище «Новинка» | ІХ-VI тис. до н. е., VI-IV тис. до н. е. |
|         | Рівненський район |                                 | | |
| 695     | Поселення | 1                               | село Олександрія, на лівому березі р. Горинь, біля будинку культури | IV-V тис. до н. е. ХІ ст. |
| 696     | Поселення стжижовської культури | 1                               | село Бармаки, 1,5 км на північ | XVIII-XVI ст. до н. е. |
| 697     | Поселення доби бронзи та давньоруське | 1                               | село Бармаки, 0,7 км на північ, лівий берег струмка | XVIII-VIII ст. до н. е., ХІ-ХІІІ ст. |
| 698     | Городище та селище | 2                               | село Біла Криниця, 2 км. На північ, урочище «Замок» | ІХ-Х ст. |
| 699     | Поселення | 1                               | село Бронники, урочище «Панський сад» | Кін. ІІІ-поч. ІІ тис. до н. е. |
| 700     | Селище | 1                               | село Велика Омеляна, біля колгоспного гаража | ХІІ-ХІІІ ст. |
| 701     | Поселення багатошарове | 1                               | село Великий Олексин, північно-західна окраїна, урочище «Горб» | Кін. ІІІ- поч. ІІ тис. до н. е., ХІ-ХІІІ ст. |
| 702     | Поселення багатошарове | 1                               | село Великий Олексин, південно-західна окраїна, між двома мостами через р. Устя, на захід від кар'єру, урочище «За рікою»                                                                  | |
| 703     | Поселення багатошарове | 1                               | село Великий Олексин, південно-західна окраїна, урочище «Мочалки» | ІІІ-ІІ тис. до н. е.,VI-ІІІ ст. до н. е., ІІ-IV ст. до н. е., ХІ-ХІІІ ст.                                                                               |
| 704     | Поселення | 1                               | село Великий Олексин, на захід від села, урочище «Вали» | ІІІ-ІІ тис. до н. е. |
| 705     | Поселення | 1                               | село Великий Олексин, на підвищині заплави лівого берега р. Устя, 200 м на північний захід від Шпанівського цукрозаводу                                                                    | VII-І V ст. до н. е. |
| 706     | Поселення | 1                               | село Великий Олексин, північно-східна окраїна села, на мису надзаплавної тераси лівого берега р. Устя                                                                                      | |
| 707     | Поселення | 1                               | село Великий Олексин, на захід від кар'єру | ІІІ-ІІ тис. до н. е. |
| 708     | Поселення багатошарове | 1                               | село Волошки, 350 м на північний схід від села, першанадзаплавна тераса лівого берега р. Горинь                                                                                            | ІІІ-ІІ тис. до н. е., VI-ІІІ ст. до н. е. |
| 709     | Поселення багатошарове | 1                               | село Голишев, південна околиця | |
| 710     | Городище | 1                               | село Городище, церковне подвір'я | Х-ХІІІ ст. |
| 711     | Стоянка | 1                               | село Городок-ІІ третя тераса р. Устя, ліва заплава р. Горинь, урочище «Заріччя» | XVII-XV тис. до н. е. |
| 712     | Кремнієві копі | 1                               | село Городок, урочище «Вишнева Гора», східна окраїна села, південний схід горба в заплаві правого берега р. Устя                                                                           | Кін. ІІІ-поч. ІІ тис. до н. е. |
| 713     | Стоянка пізньопалеолітична | 1                               | село Городок-І, урочище «Заріччя», п. 2 | XXXV-ІІ тис. р. |
| 714     | Поселення багатошарове | 1                               | село Городок, південний схил «Вишневої Гори» | |
| 715     | Селище | 1                               | село Городок | ХІ-ХІІ ст. |
| 716     | Поселення городоцько-здовбицької культури | 1                               | село Городок, урочище «Розкопки», біля сільського кладовища, на мисупершої надзаплавної тераси правого берега р. Устя                                                                      | Кін. ІІІ-поч. ІІ тис. до н. е. |
| 717     | Поселення багатошарове | 1                               | село Городок, південна частина села, урочище «Кут» | ІІІ-ІІ тис. до н. е., VI-ІІІ ст. до н. е., ІІ-IV ст. до н. е., ХІ-ХІІІ ст.                                                                              |
| 718     | Поселення багатошарове |                                 | село Городок, урочище «Клемянтов» | |
| 719     | Могильник стжижовської культури, поселення | 2                               | село Городок, північна частина, урочище «Кургани» | XVIII-XVI ст. до н. е. |
| 720     | Поселення | 1                               | село Городок, східна окраїна села | ІІІ тис. до н. е. |
| 721     | Поселення | 1                               | село Городок, схил правого берега р. Устя, на схід від хут. Кургани | ІІ-І тис. до н. е. |
| 722     | Городище | 1                               | село Гориньград-І, підвищення на лівому березі р. Горинь | ХІ-ХІІІ ст. |
| 723     | Городище, курган | 2                               | село Грабів, північно-східна окраїна села, біля залізниці Рівне-Ковель | ХІІ-ХІІІ ст. |
| 724     | Поселення багатошарове | 1                               | село Гуменники, східна окраїна села, на південь та південний схід від кладовища, лівий берег р. Стубли                                                                                     | |
| 725     | Поселення ранньозалізного часу | 1                               | село Диків, 0,4 км на північ | VII-V ст. до н. е. |
| 726     | Поселення стжижовської культури та давньоруське | 1                               | село Диків, урочище «Глинише» | XVIII-XVI ст. до н. е., ХІ-ХІІІ ст. |
| 727     | Поселення | 1                               | село Дядьковичі, 1,2 км на південний захід, 100 м на північний схід від будинку лікарні | ІІІ-ІІ тис. до н. е. |
| 728     | Стоянка, поселення, кремнева майстерня | 2                               | село Дядьковичі, правий берег р. Устя, 800 м на північний схід від шляху Рівне-Млинів, на мису, що з 3-х сторін оточений заплавою                                                          | XXXV-Х тис. р., ІІІ-ІІ тис. до н. е., ІІІ-ІІ тис. до н. е.                                                                                              |
| 729     | Поселення доби бронзи | 1                               | село Жобрин, східна окраїна села, урочище «Плесо» | XVIII-VIII ст. до н. е. |
| 730     | Поселення комарівської культури | 1                               | село Забороль, південно-західна окраїна | XVI-ІХ ст. до н. е. |
| 731     | Поселення | 1                               | село Забороль | ІІ тис. до н. е. |
| 732     | Поселення милоградської культури | 1                               | село Забороль, 200 м напівдень від церкви | VI ст. до н. е.-І ст. н. е. |
| 733     | Селище давньоруське | 1                               | село Забороль, на південь від церкви | ХІ-ХІІІ ст. |
| 734     | Курганний могильник городоцько-здовбицької культури | 1                               | село Забороль, 1,5 км на північ | Кін. ІІІ-поч. ІІ тис. до н. е. |
| 735     | Курган | 1                               | село Загороща, 1 км на південь | |
| 736     | Поселення комарівської культури | 1                               | село Загороща, 1 км на північ від села | XVI-ІХ ст. до н. е. |
| 737     | Поселення стжижовської культури | 1                               | село Заріцьк, урочище «Над річкою» | XVIII-XVI ст. до н. е. |
| 738     | Городище та селище | 2                               | село Заріцьк, урочище «Замок», 200 м на схід від церкви | Х-ХІІІ ст. |
| 739     | Поселення багатошарове, шнурове | 1                               | село Зозів, південно-східна окраїна села, урочище «Кут» | VII-IV ст. до н. е. |
| 740     | Поселення багатошарове | 1                               | село Зозів, 1,5 км на південний схід, урочище «Придатки» | V-IV ст. до н. е., ІІІ-ІІ тис. до н. е., VII-V ст. до н. е.                                                                                             |
| 741     | Поселення багатошарове | 1                               | село Зозів, 400 м на захід від Шпанівського цукрозаводу, урочище «Придатки» | /-/ |
| 742     | Поселення багатошарове | 1                               | село Зозів, урочище «Маловиця», 200 м на захід від села | / — / |
| 743     | Поселення давньоруське | 1                               | село Зозів, урочище «Маловиця-2» | ХІ-ХІІІ ст. |
| 744     | Поселення милоградської культури | 1                               | село Зозів, урочище «Новини», 1 км на північний схід | VI ст. до н. е.-І ст. н. е. |
| 745     | Поселення стжижовської культури | 1                               | село Іскра, територія колишнього хут. Новожуків, лівий берег р. Стубли | XVIII-XVI ст. до н. е. |
| 746     | Городище давньоруське | 1                               | село Іскра, урочище «Замок» | ХІ-ХІІІ ст. |
| 747     | Поселення милоградської культури та давньоруське | 1                               | село Караєвичі, урочище «Вадитини» | VI ст. до н. е.-І ст. н. е., ХІ-ХІІІ ст. |
| 748     | Поселення стжижовської та милоградської культур | 1                               | село Караєвичі, західна частина хут. Гаї | XVIII-XVI ст. до н. е., VI ст. до н. е. –І ст. н. е. |
| 749     | Поселення | 1                               | село Караєвичі, урочище «Солоний Рів» | VII-IV ст. до н. е. |
| 750     | Кургани | 2                               | село Карпилівка, 1,5 км на схід | ХІ-ХІІ ст. |
| 751     | Поселення лендельської культури та дівньоруське | 1                               | смт. Квасилів, західна окраїна | Кін. IV- поч. ІІІ тис. до н. е., ХІ-ХІІІ ст. |
| 752     | Поселення лінійно-стрічкової кераміки | 1                               | смт. Клевань-І, північно-західна частина, урочище «Вапельня» | V- поч. IV тис. до н. е. |
| 753     | Городище | 1                               | село Козлин, урочище «Замок», східна околиця села | ХІІ-ХІІІ ст. |
| 754     | Селище |                                 | село Колоденка, 1,5 км на схід | ХІ-ХІІІ ст. |
| 755     | Курганний могильник | 2                               | село Колоденка, 1,5 км на південний схід | Х-ХІІІ ст. |
| 756     | Поселення доби бронзи | 1                               | село Кривичі, 800 м за течією струмка | ІІІ-ІІ тис. до н. е. |
| 757     | Поселення доби бронзи | 1                               | село Круги, південно-західна окраїна | ІІІ-ІІ тис. до н. е. |
| 758     | Поселення-2 доби бронзи | 1                               | село Круги, 50 м на захід від кладовища, урочище «Стависько» | ІІІ-ІІ тис. до н. е. |
| 759     | Поселення лендельської, стжижовської культур | 1                               | село Круги, 1,5 км на південний захід | Кін IV- поч. ІІІ тис. до н. е., XVIII-XVI ст. до н. е.                                                                                                  |
| 760     | Поселення доби бронзи | 1                               | село Мала Омеляна, 400 м на південний схід від мосту через річку на трасі Рівне-Млинів | ІІІ-ІІ тис. до н. е. |
| 761     | Поселення городоцько-здовбицької культури | 1                               | село Малий Олексин, урочище «Клини над болотом» | Кін. ІІІ-поч. ІІ тис. до н. е. |
| 762     | Поселення городоцько-здовбицької культури | 1                               | село Малий Олексин, 0,5 км на південний захід від села, заплава лівого берега р. Устя | Кін. ІІІ-поч. ІІ тис. до н. е. |
| 763     | Поселення городоцько-здовбицької культури | 1                               | село Малий Олексин, західна окраїна села, на мису першої надзаплавної тераси правого берега р. Устя, у напрямку залізниці                                                                  | Кін. ІІІ-поч. ІІ тис. до н. е. |
| 764     | Селище давньоруське | 1                               | село Малий Олексин, урочище «Город» | ХІ-ХІІІ ст. |
| 765     | Поселення милоградської культури | 1                               | село Метків, мис першої надзаплавної тераси правого берега р. Горинь | VI ст. до н. е.-І ст. н. е. |
| 766     | Поселення доби ранньої бронзи, черняхівської культури та давньоруське                                                                                          | 1                               | село Милостів, південна окраїна | XVIII-XVI ст. до н. е., ІІ-V ст., Х-ХІ ст. |
| 767     | Поселення комарівської культури | 1                               | село Милостів, західна окраїна колишнього село Шостаків | XVI-ІХ ст. до н. е. |
| 768     | Поселення могилянської групи ранньозалізного часу | 1                               | село Михайлівка, 0,4 км на південний захід | VII-V ст. до н. е. |
| 769     | Поселення тшинецької культури та давньоруське | 1                               | село Мочулки, мис правого берега р. Путилівка | XVI-ІХ ст. дро н. е., Х-ХІ ст. |
| 770     | Поселення городоцько-здовбицької, милоградської культур та давньоруське                                                                                        | 1                               | село Обарів, 0,5 км на північний захід від села, урочище «Над могилою» | Кін. ІІІ- поч. ІІ тис. до н. е., VI ст. до н. е.-І ст. н. е., ХІ-ХІІІ ст.                                                                               |
| 771     | Курган | 1                               | село Обарів, урочище «Над могилою» | ІІІ-ІІ тис. до н. е. |
| 772     | Поселення мезолітичне | 1                               | село Оржів, західна окраїна села | ІХ-VI тис. до н. е. |
| 773     | Поселення тшинецько-комарівської культури | 1                               | село Оржів, північно-східна окраїна, урочище «Кружки» | XV-ХІІ ст. до н. е. |
| 774     | Поселення милоградської культури | 1                               | село Оржів, 2 км на північ від села, урочище «Обарівщина» | VI-ІІІ ст. до н. е. |
| 775     | Поселення городоцько-здовбицької культури та давньоруське | 1                               | село Переділи, південно-західна окраїна села, схил першої надзаплавної тераси правого берега р. Стубли                                                                                     | Кін. ІІІ-поч. ІІ тис. до н. е., ХІ-ХІІІ ст. |
| 776     | Курган | 1                               | село Переділи, 0,3 км на захід від села, урочище «Над курганом» | |
| 777     | Поселення городоцько-здовбицької культури | 1                               | село Переділи, 1,5 км на північний захід від села, урочище «Поля» | Кін. ІІІ-поч. ІІ тис. до н. е. |
| 778     | Давньоруське селище | 1                               | село Переділи, хут. Базельщина | ХІ-ХІІІ ст. |
| 779     | Могильник стжижовської культури | 1                               | село Пересопниця, урочище «Замостьє» | XVIII-XVI ст. до н. е. |
| 780     | Поселення шнурової кераміки | 1                               | село Плоска, північно-східна окраїна села | Кін. ІІІ-поч. ІІ ст. до н. е. |
| 781     | Поселення доби ранньої бронзи | 1                               | село Плоска, на північ від центра села | Кін. ІІІ-поч. ІІ ст. до н. е. |
| 782     | Козацький редут ім. полковника Івана Богуна | 1                               | село Плоска | 1651 |
| 783     | Поселення городоцько-здовбицької та милоградської культур | 1                               | село Понебель, східна окраїна села, урочище «Курганки» | Кін. ІІІ-поч. ІІ тис. до н. е., VI ст. до н. е.-І ст. н. е.                                                                                             |
| 784     | Поселення городоцько-здовбицької, тшинецько-комарівської, милоградської культур та давньоруське                                                                | 1                               | село Пухова, південно-східна частина села, мис першої надзаплавної тераси правого берега р. Горинь                                                                                         | Кін. ІІІ-поч. ІІ тис. до н. е., XVI-ІХ ст. до н. е., VI ст. до н. е.-І ст. н. е., ХІ-ХІІІ ст.                                                           |
| 785     | Поселення ранньозалізного віку | 1                               | село Ремель, 300—400 м на захід від села, на підвищені лівого берега р. Горинь | VII-V ст. До н. е. |
| 786     | Поселення мезолітичне та давньоруське | 1                               | село Рубче, 0,7 км на південь від села, мис першої надзаплавної тераси правого берега р. Горинь                                                                                            | ІХ-VI тис. до н. е., ХІ-ХІІІ ст. |
| 787     | Поселення мезолітичне та тшинецько-комарівської культури | 1                               | село Рубче, південно-західна окраїна села, підвищення у заплаві правого берега р. Горинь                                                                                                   | ІХ-VI тис. до н. е., XV-ХІІ ст. до н. е. |
| 788     | Селище | 1                               | село Решуцьк, 1,5 км на захід | ХІІ-ХІІІ ст. |
| 789     | Поселення городоцько-здовбицької, милоградської культур та дівньоруське                                                                                        | 1                               | село Сергіївка, 0,2 км на північ від села, урочище «Города», мис першої надзаплавної тераси лівого берега р. Горинь                                                                        | Кін. ІІІ-поч. ІІ тис. до н. е., VI-ІІІ ст. до н. е., ХІ-ХІІІ ст.                                                                                        |
| 790     | Поселення тшинецько-комарівської культури | 1                               | село Сергіївка, північна окраїна села, 200 м від лівого берега р. Горинь | XV-ХІІ ст. до н. е. |
| 791     | Поселення стжижовської культури, могилянської групи ранньозалізного часу, давньоруське                                                                         | 1                               | село Сморжів, південна окраїна села, урочище «Плесо», мис першої надзаплавної тераси правого берега р. Стубли                                                                              | ІІ тис. до н. е., VII-ІІІ ст. до н. е., ХІ-ХІІІ ст. |
| 792     | Поселення доби бронзи та давньоруське | 1                               | село Старожуків, східна окраїна села, перша надзаплавна тераса біля городища в село Білів                                                                                                  | ХХІІІ-ХІІІ ст. до н. е., Х-ХІ, XIV-XV ст. |
| 793     | Курганний могильник | 4                               | село Старожуків, на західній околиці села | ХІ-ХІІ ст. |
| 794     | Поселення | 1                               | село Сухівці, південна частина села, урочище «Замок» | ХІ-ХІІІ ст. |
| 795     | Поселення милоградської культури | 1                               | село Ходоси, біля сільського кладовища | VI ст. до н. е.-І ст. н. е. |
| 796     | Давньоруське поселення | 1                               | село Ходоси, 2 км на північ від села, лівий берег р. Горинь | ХІІ-ХІІІ ст. |
| 797     | Стоянка пізньопалеолітична | 1                               | село Ходоси, 200 м на південний захід вд сільського кладовища | XXXV-Х тис. до н. е. |
| 798     | Поселення городоцько-здовбицької та милоградської культур | 1                               | село Хотин, північно-західна окраїна села, урочище «Ставища», підвіщення у заплаві правого берега р.                                                                                       | Кін. ІІІ- поч. ІІ тис. до н. е., VI-ІІІ ст. до н. е. |
|         | |                                 | Горинь | |
| 799     | Поселення комарівської та милоградської культур | 1                               | село Хотин, біля кар'єру, правий берег р. Горинь, 1 км від мосту | ІІ-поч. І тис. до н. е., VI ст. до н. е.-І ст. н. е. |
| 800     | Поселення тшинецько-комарівської, милоградської культур та давньоруське                                                                                        | 1                               | село Хотин, північна окраїна села, схилпершої надзаплавної тераси правого берега р. Горинь                                                                                                 | XVI-ІХ ст. до н. е., VI ст. до н. е.-І ст. н. е., ХІ-ХІІІ ст.                                                                                           |
| 801     | Городище та селище | 2                               | село Хотин, північна окраїна села | ХІІ-ХІІІ ст. |
| 802     | Поселення городоцько-здовбицької та милоградської культур | 1                               | село Шпанів, 1,5 км на північ від села, урочище «Павловщина», схил першої надзаплавної тераси правого берега р. Устя                                                                       | Кін. ІІІ-поч. ІІ тис. до н. е., VI ст. до н. е.-І ст. н. е.                                                                                             |
| 803     | Поселення | 1                               | село Шубків, 1 км на північ, урочище «Городище», правий берег струмка | ІІ тис. до н. е. |
| 804     | Городище, селище | 2                               | село Шубків, північно-західна окраїна, урочище «Городище» | Х-ХІ ст. |
| 805     | Стоянка пізньопалеолітична | 1                               | село Ясениничі, 45 м на північний захід від шляху Рівне-Млинів, 100 м на північний схід від будинку дитячого садочку, мис правого берега р. Устя                                           | XXXV-ХІ тис. років |
| 806     | Поселення доби бронзи | 1                               | село Ясениничі, 70-80 м на схід від церкви, схил правого берега р. Устя | ІІІ-ІІ тис. до н. е. |
| 807     | Городище | 1                               | село Ясениничі, на території сільської церкви | Х-ХІІІ ст. |
| 808     | Городище та селище | 2                               | село Заріцьк, південна окраїна, урочище «Замок» | ХІ-ХІІІ ст. |
| 809     | Поселення | 1                               | смт. Клевань, територія замку на підвищенні, де знаходиться церква Різдва | ХІ-ХІІІ ст., XIV-XVIII ст. |
| 810     | Поселення | 1                               | село Мала Омеляна, 0,3 км на південний захід від окраїни села | ІІІ-ІІ тис. до н. е. |
| 811     | Поселення стжижовської культури | 1                               | село Бронники, 1,1 км на північний схід, вниз по течії струмка, на мисі лівого берега струмка, на 100 м західніше від залізниці                                                            | XVIII-XVI ст. до н. е. |
| 812     | Городище | 1                               | село.Ясениничі на території сільської церкви | Київська Русь |
| 813     | Культурний шар на території Благовіщенсь-кого крстелу | 1                               | смт. Клевань, вул. Міцкевича | Доба пізнього середньовіччя XVII ст. |
| 814     | Культурний шар на території замку Чорторизьких | 1                               | смт. Клевань | Доба пізнього середньовіччя XV ст. |
| 815     | Культурний шар на території синагоги | 1                               | смт. Клевань | Доба пізнього середньовіччя XVII ст. |
| 816     | Культурний шар на території колишнього замку | 1                               | село Тайкури | Доба середньовіччя XV — XVI ст. |
|         | місто Рівне |                                 | | |
| 817     | Поселення | 1                               | вул. Чорновола, 0,5 км на півд. від міського пляжу, 1 надзаплавна тераса правого берегу р. Устя                                                                                            | кін. ІІІ- поч. ІІ тис. до н. е. |
| 818     | Поселення | 1                               | на північ від колишнього село Тютьковичи біля відстійників, правий берег р. Усті | ІІ тис. до н. е., Х-ХІІІ ст. |
| 819     | Ранньослов'янське поселення | 1                               | вул. Тополева, біля басейну, правий берег озера Басів-кут | V ст. до н. е. |
| 820     | Поселення пізньотрипільської культури та однієї з культур шнурової кераміки                                                                                    | 1                               | західна окраїна колишнього села Новий Двір, мис першої надзаплавної тераси правого берега р. Устя                                                                                          | 2 пол. ІІІ тис. до н. е., кінець ІІІ- перша пол. ІІ тис. до н. е.                                                                                       |
| 821     | Поселення | 1                               | західна окраїна колишнього села Новий Двір, край першої надзаплавної тераси р. Устя | друга пол. ІІІ тис. до н. е. |
| 822     | Поселення пізньотрипільське та доби бронзи | 1                               | західна окраїна колишнього села Новий Двір | друга пол. ІІІ тис. до н. е., кінець ІІІ — перша пол. ІІ тис. до н. е.                                                                                  |
| 823     | Поселення | 1                               | місто Рівне, західна окраїна колишнього села Новий Двір, край першої надзаплавної тераси р. Устя                                                                                           | друга пол. ІІІ тис. до н. е. |
| 824     | Поселення пізньотрипільське та доби бронзи | 1                               | західна окраїна колишнього села Новий Двір | друга пол. ІІІ тис. до н. е., кінець ІІІ — перша пол. ІІ тис. до н. е.                                                                                  |
| 825     | Поселення городоцько-здовбицької культури та слов'янське | 1                               | на території колишнього села Золотіїв | VI-VII ст. |
| 826     | Селище | 1                               | 100 м від колишнього село Золотіїв, лівий берег р. Устя | Х-ХІІІ ст. |
| 827     | Селище та могильник | 2                               | вул. Мукачівська, урочище «Дворець» | ХІІ-ХІІІ ст. |
| 828     | Поселення | 1                               | 200 м на південь від міського пляжу, перша надзаплавна тераса правого берега р. Устя (вул. Тополева)                                                                                       | друга пол. V пол. до н. е., ІІІ тис. до н. е., друга пол. ІІІ тис. до н. е., кінець ІІІ — перша пол. ІІ тис. до н. е.                                   |
| 829     | Поселення | 1                               | 1,0 км на південний захід від міського пляжу, перша надзаплавна тераса правого берега р. Устя, на низькій частині.                                                                         | друга пол. ІІІ тис. до н. е., кінець ІІІ — перша пол. ІІ тис. до н. е., ХІ-ХІІІ ст.                                                                     |
| 830     | Поселення | 1                               | південна окраїна колишнього село Басів Кут, між колгоспним двором та залізницею, схил лівого берега долини невеликого струмка                                                              | кінець ІІІ- перша пол. ІІ тис. до н. е. |
| 831     | Поселення | 1                               | південна окраїна, правий берег р. Устя, урочище «Пляж»: пункт 1, пункт 1-А | перша половина-середина V тис. до н. е., ІІІ тис. до н. е., друга половина ІІІ тис. до н. е., друга чверть ІІ тис. до н. е., VI—VII ст., пізнє трипілля |
| 832     | Культурний шар на території Успенської церкви | 1                               | вул. Шевченка | Доба пізнього середньовіччя XVIII ст. |
| 833     | Поселення 1 | 1                               | На захід від шосе до Квасилова, на лівому березі р. Усті, | Доба бронзи, Київської Русі та середньовіччя XIV-XV ст.                                                                                                 |
| 834     | Поселення 2 | 1                               | на захід від шосе до Квасилова, на лівому березі р. Усті, за 200 м від попереднього на окремому підвищенні                                                                                 | Середньовіччя XIV-XV ст. |
|         | Сарненський район |                                 | | |
| 835     | Стоянка мезолітична | 1                               | село Цепцевичі, урочище «Криниця», між селами Цепцевичі та Тріскині | VIII ст. до н. е. |
| 836     | Стоянка мезолітична | 1                               | село Цепцевичі, урочище «Криниця», мис внутрішньої частини дюни | VII тис. до н. е. |
| 837     | Поселення ранньослов'янське та давньоруське | 1                               | село Цепцевичі, урочище «Криниця», між селами Цепцевичі та Тріскині | І тис. до н. е., ХІІ ст. |
| 838     | Стоянка мезолітична, поселення доби бронзи | 1                               | село Цепцевичі, північно-західна окраїна, тераса правого берега р. Горинь | VII тис. до н. е., ІІ тис. до н. е. |
| 839     | Стоянка мезолітична | 1                               | село Цепцевичі, 500 м на північний захід, тераса правого берега р. Горинь | VII-VI тис. до н. е. |
| 840     | Стоянка фінальнопалеолітична | 1                               | село Кричильськ, правий берег р. Горинь | ІХ тис. до н. е. |
| 841     | Стоянка | 1                               | село Ремчиці, правий берег р. Горинь | ХІ тис. до н. е., VII тис. до н. е. |
| 842     | Стоянка фінальнопалеолітична, поселення доби раннього заліза                                                                                                   | 2                               | село Тутовичі, південний схил «Лисої Гори», північно-східна окраїна | ІХ тис. до н. е., І тис. до н. е. |
| 843     | Стоянка фінальнопалеолітична | 1                               | село Тутовичі, на південь від ферми, схил тераси правого берега р. Горинь, південно-східний край «Лисої Гори»                                                                              | ІХ тис. до н. е. |
| 844     | Стоянка фінальнопалеолітична | 1                               | село Тутовичі, південно-східна окраїна урочище «Лиса Гора», мис тераси правого берега р. Горинь                                                                                            | ІХ тис. до н. е. |
| 845     | Стоянка фінальнопалеолітична | 1                               | село Тутовичі, урочище «Матвійова Гора», тераса правого берега р. Горинь, на північний захід від урочища                                                                                   | ІХ тис. до н. е. |
| 846     | Стоянка фінальнопалеолітична | 1                               | село Тутовичі, урочище «Ольос», 1 км на південний схід від ферми, праворуч від дороги до хут. Здомель                                                                                      | ІХ тис. до н. е. |
| 847     | Стоянка фінальнопалеолітична | 1                               | село Тутовичі, урочище «ольос», 1,5 км на південний схід від ферм, 200 м від місця, де ґрунтова дорога, що веде до хут. Здомель та перетинає терасу правого берега р. Горинь               | ІХ тис. до н. е. |
| 848     | Поселення ранньослов'янське | 1                               | село Тутовичі, урочище «Бурки», 3 км на південь від села | І тис. н. е. |
| 849     | Стоянка фінальнопалеолітична | 1                               | село Тутовичі, урочище «Хміль», північно-східна окраїна села | ІХ тис. до н. е. |
| 850     | Поселення доби бронзи | 1                               | село Тутовичі, урочище «Здомель», 4 км на південь від села | ІІ тис. до н. е. |
| 851     | Городище | 1                               | село Кричильськ | Х-ХІІІ ст. |